# كوريا الشمالية
كوريا الشمالية (رسمياً: جمهورية كوريا الديمقراطية الشعبية) (الكورية: 조선민주주의인민공화국، هانجا: 朝鮮民主主義人民共和國، نقحرة: Chosŏn Minjujuŭi Inmin Konghwaguk)، هي دولة تقع في النصف الشمالي من شبه الجزيرة الكورية في شرق آسيا. عاصمتها وأكبر مدنها بيونغ يانغ. يكون نهري الأمنوك والتومين الحدود الشمالية والشمالية الغربية مع الصين، والجزء الشرقي من نهر تومين، ويفصل بينها وبين روسيا أيضا في حدود قصيرة في أقصى الشمال الشرقي، يصب بعدها في بحر اليابان الذي يحدها شرقا. أما غربا فتطل مع الصين على خليج كوريا والبحر الأصفر، ويمتد في الجنوب شريط بري عازل يفصل بينها وبين النصف الجنوبي من شبه الجزيرة الكورية، الذي تشغله دولة كوريا الجنوبية على طول خط هدنة وقعت بينهما في 27 يوليو 1953 في خضم الحرب الباردة. ولا زال البَلدان في حرب رسمية، ولم توقع معاهدة السلام أبداً. أنشأ الشريط ويشرف عليه كل من كوريا الشمالية وكوريا الجنوبية والأمم المتحدة، لا يعترف البلدان بخط الهدنة كحدود دولية، إذ تدعي كلتا الحكومتين بأنها شرعية حكمها لكامل شبه الجزيرة الكورية، ونظام الحكم فيها هو جمهوري اشتراكي ذات الحزب الواحد ورئيسها الحالي هو كيم جونغ اون.
تعقد كوريا الشمالية انتخابات عامّة وتصف نفسها بأنها جمهورية و«دولة اشتراكية تعتمد على ذاتها»، إلا أنها تعد دكتاتورية ووصفت بأنها شمولية وستالينية، فالحكم عمليا بنظام الحزب الواحد، تحت حكم ما يسمى بالجبهة الموحدة، واسمها الكامل «الجبهة الديمقراطية لإعادة توحيد الوطن»، التي يسيطر عليها حزب العمال الكوري بزعامة الرئيس الحالي كيم جونغ أون، وهو ابن الرئيس الراحل كيم جونغ إل وحفيد الرئيس الأسبق كيم إل سونغ. وتتخذ الحكومة الكورية الشمالية نظاما يسمى الزوتشيه، وهي إيدولوجيا تقول بالاعتماد على الذات وعدم الاعتماد على الآخر. قام بتطويرها الرئيس السابق كيم إل سونغ. أصبحت الزوتشيه أيدولوجيا الدولة الرسمية، وذلك ابتداء من اعتماد الدولة الدستور الجديد عام 1972.
وقد كان الرئيس كيم إل سونغ يستخدم نظريات الزوتشيه في عمله السياسي منذ أواخر عام 1955 على الأقل.
كان كامل شبه الجزيرة الكورية تحت حكم الإمبراطورية الكورية التي احتلتها اليابان بعد الحرب الروسية اليابانية عام 1905، والتي انتهت بهزيمة روسيا القيصرية. وظلت شبه الجزيرة الكورية تحت السيطرة اليابانية حتى عقب الحرب العالمية الثانية 1945 وهزيمة اليابان، ثم قام الاتحاد السوفييتي وأمريكا بتقسيم كوريا إلى منطقتي احتلال، وخضعت كوريا الشمالية لحكم الاتحاد السوفيتي، في الوقت الذي خضعت فيه كوريا الجنوبية لحكم الولايات المتحدة الأمريكية. رفضت كوريا الشمالية الاشتراك في انتخابات الجنوب عام 1948 بإشراف الأمم المتحدة، الأمر الذي أدى إلى إنشاء حكومتين منفصلتين في الكوريتين المحتلتين. ادعت كلتا الكوريتين أحقيتها بملكية شبه الجزيرة الكورية، الأمر الذي أدى إلى الحرب الكورية عام 1950. أنهت هدنة 1953 القتال؛ ومع ذلك لا زال البلدان في حرب رسمية، ولم توقع معاهدة السلام أبداً. في عام 1991 قبلت كلتا الدولتين في الأمم المتحدة. في 26 مايو 2009، انسحبت كوريا الشمالية من جانب واحد من الهدنة.

## التاريخ

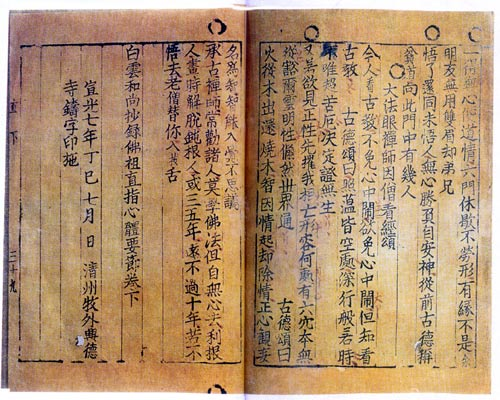
الجيكجي، وهو أول كتاب مطبوع معروف مع نوع المعدن المنقولة في 1377. المكتبة الوطنية في باريس.

وفي عام 1946 تم إنشاء الحزب الشيوعي بكوريا الشمالية وهو حزب العمال الكوري، وأقيمت حكومة مؤقتة يدعمها السوفيت ويسيطر عليها شيوعيون كوريون تلقوا تدريبهم في موسكو، وكان من ضمن هؤلاء الزعيم ال سونج.في عام 1948 تم إعلان قيام جمهورية كوريا الديمقراطية الشعبية، وانسحبت القوات السوفيتية من كوريا الشمالية. في عام 1950 اندلعت الحرب الكورية بين كل من الكوريتين فعملت الصين على دعم كوريا الشمالية، بينما قامت الولايات المتحدة بدعم كوريا الجنوبية، وفي عام 1953م تم توقيع هدنة بين الطرفين وانقسمت شبه الجزيرة إلى قسمين يفصل بينهما منطقة منزوعة السلاح، وذلك بعد إزهاق آلاف الأرواح، جاءت الستينات بعد ذلك لتشهد انطلاقة اقتصادية وصناعية لكل من الكوريتين.

### تقسيم كوريا والطريق إلى الحرب

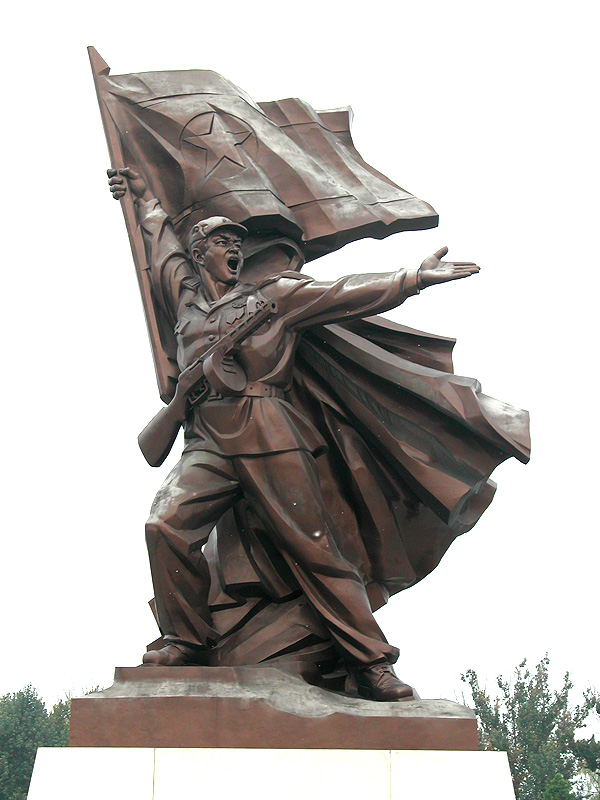
نصب تذكاري في بيونغ يانغ تذكيرا لحرب كوريا الشمالية.

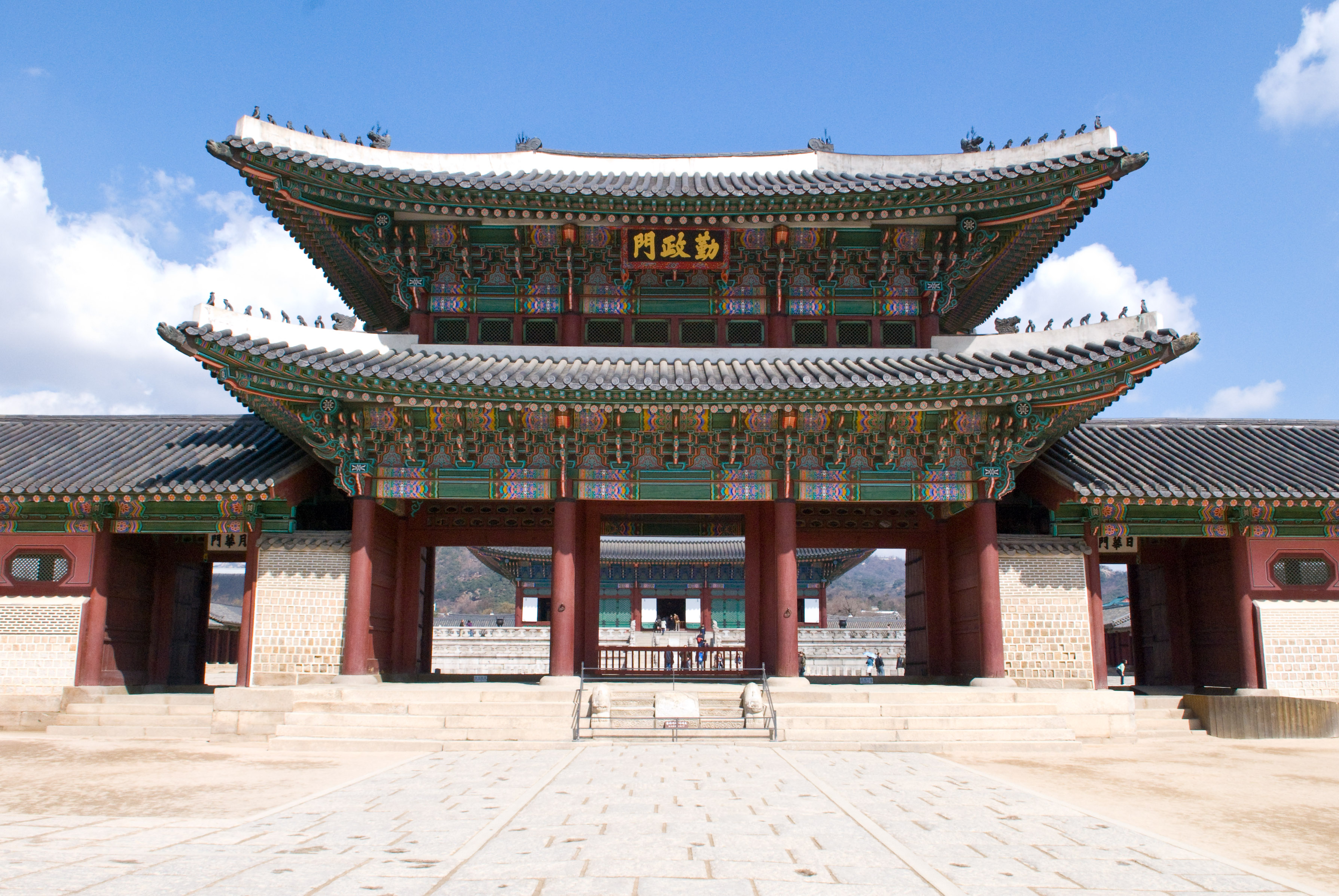
قصر هي أكبر من خمسة قصور الكبرى بنيت خلال سلالة جوسون.

كيم إل سونغ، مؤسس كوريا الشمالية.

كانت كوريا تحت الاحتلال الياباني وكانت كوريا جزءًا من الإمبراطورية اليابانية مدة 35 عامًا. امتد الاحتلال الياباني لكوريا من 22 أغسطس 1910 حتى أغسطس 1945، انتهى الاحتلال الياباني في 2 سبتمبر 1945 بعد أن هزمت اليابان في الحرب العالمية الثانية.
في أعقاب الاحتلال الياباني لكوريا قسمت كوريا إلى قسمين على خط عرض 38 شمال وفقاً لاتفاقية الأمم المتحدة، بإدارة الاتحاد السوفيتي في الشمال والولايات المتحدة في الجنوب.
يبدأ تاريخ كوريا الشمالية المستقل بتأسيس الجمهورية الشعبية عام 1948. بعد خروج القوات السوفيتية من كوريا الشمالية. كانت هناك جهود لتوحيد الكوريتين من كلا الطرفين. لكن الرئيس الكوري الجنوبي إي سنغ مان الذي كان يعمل مع الجانب الأمريكي قمع كل تلك الجهود.
وبعد الاستقلال بعام واحد همّ الكوريون الشماليون باجتياح الجزء الجنوبي لكنهم لم يجدوا حلفاءهم السوفيت مشاركين لهم في هذا القرار. انسحبت القوات الأمريكية من كوريا الجنوبية. فأعاد الكوريون الشماليون التفكير في قرار الحرب من جديد. ومرة أخرى رفض السوفيت ذلك. لكن بعد فترة قصيرة ومع التطور النووي الذي حصل عند السوفيت ومع انتصارات الزعيم الصيني ماو تسي تونغ الذي سيكون الداعم الأول لكوريا الشمالية. اعطى الزعيم السوفيتي ستالين الضوء الأخضر للشماليين باجتياح الجنوب. وبهذا بدأت الحرب الكورية.

### الحرب الكورية

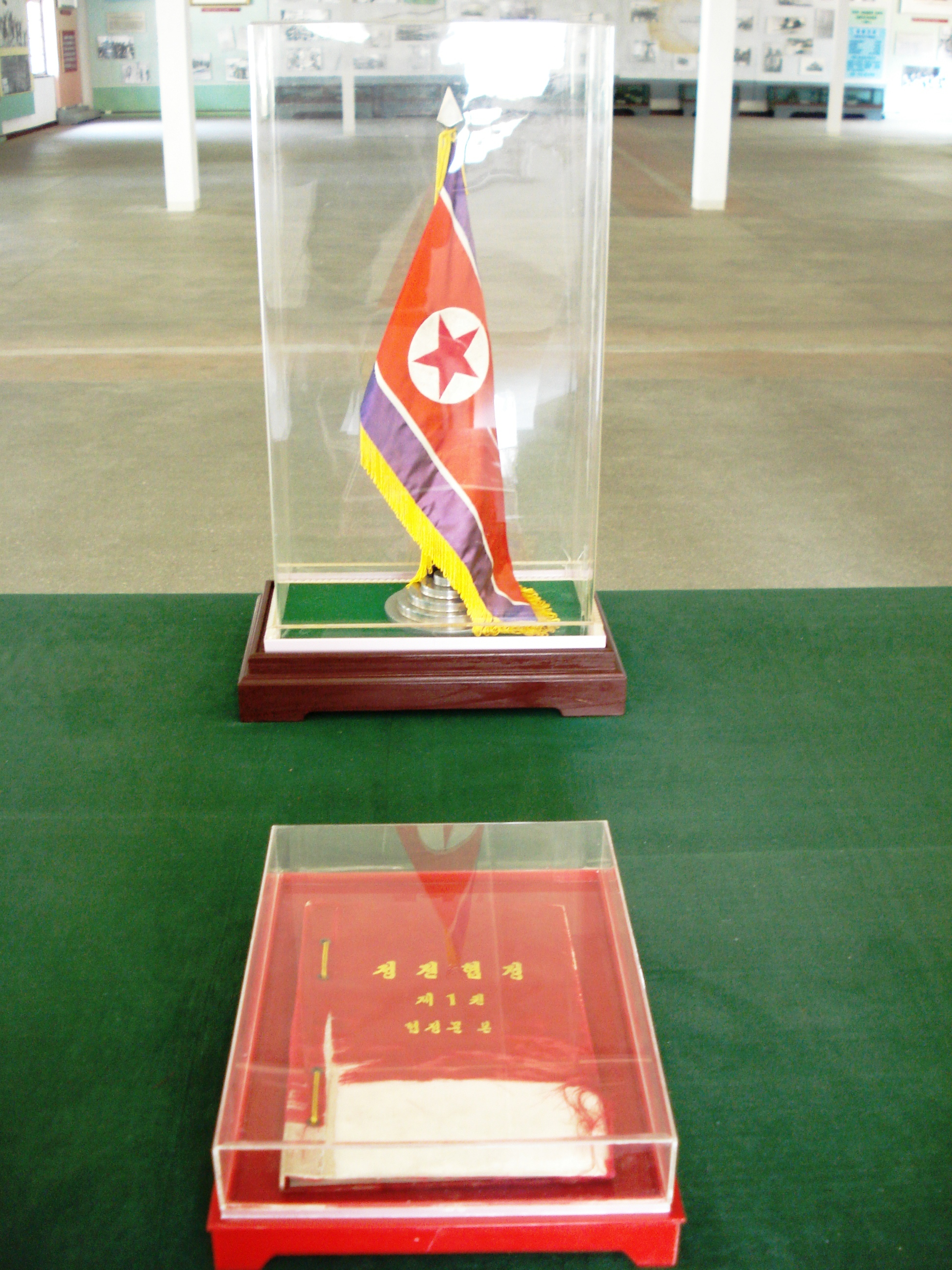
اتفاق الهدنة الكورية الحرب

الحرب الكورية هي صراع مسلح وقع بين كوريا الشمالية وكوريا الجنوبية وامتد ثلاث سنوات. بدأت العمليات العسكرية في 25 يونيو 1950، وتوقفت بتوقيع الهدنة في 27 يوليو 1953. نشأ هذا الصراع بمحاولة كلا البلدين ضم الطرف الآخر إلى حكومته، فكوريا الشمالية كانت تريد السيطرة على الجزء الجنوبي والعكس. وأدى ذلك إلى اندلاع حرب واسعة النطاق كلفت الجانبين أكثر من مليونين من مدنيين وعسكريين.
حدث في فترة ما قبل الحرب تصاعد للنزاعات الحدودية بين البلدين على خط عرض 38 شمالًا وكانت هناك محاولات للتفاوض من أجل إجراء انتخابات حول توحيد شبه الجزيرة الكورية. انتهت هذه المفاوضات حين غزت القوات الكورية الشمالية الجنوب في يناير 1950. برعاية من الأمم المتحدة، قامت الولايات المتحدة والدول الحليفة لها بالتدخل لصالح كوريا الجنوبية. قامت كوريا الجنوبية بمساعة حلفاءها بالهجوم المضاد على جارتها الشمالية. وبعد أن حققت القوات الجنوبية تقدمًا سريعا في هجومها المضاد، تدخلت القوات الصينية لصالح حليفتها كوريا الشمالية، فتعادلت موازين القوتين في هذه الحرب. وفي نهاية الامر تم عقد هدنة أعادت تقريبًا نفس الحدود السابقة بين البلدين.
في حين وصف بعض المتابعين هذا الصراع بالحرب بالأهلية، كانت عدة عوامل أخرى لاعبًا في الحدث. فقد كانت الحرب الكورية أول مواجهة مسلحة في تصارعت فيها قوى الحرب الباردة. واثرت هذه الحرب في عدة صراعات تالية. واستحدثت فكرة الحرب بالوكالة. حيث تتصارع القوتان العظميان في حرب تقوم في دولة أخرى. الذي يجلب للناس في تلك البلاد التي تقوم فيها هذه الحروب على معاناة الدمار الكبير والهلاك وهم مرغمون على خوض حرب هي أصلًا حرب بين قوى خارجية. كانت القوى العظمى في حينها تتجنب الانزلاق في حرب مباشرة شاملة بينهما، فضلًا عن استخدام أسلحتهما النووية.
وقد وسعت الحرب الكورية نطاق الحرب الباردة كذلك. فقد كانت الحرب الباردة حتى ذلك الوقت على الغالب في حدود أوروبا. لا تزال المنطقة معزولة السلاح بحراساتها المشددة على خط عرض 38 شمال تقسم شبه الجزيرة الكورية حتى اليوم. ولا تزال الادولوجيا المعادية للشيوعية ولكوريا الشمالية حاضرة في الجنوب.
منذ تاريخ وقف إطلاق النار بعد الحرب الكورية عام 1953 وحتى اليوم والعلاقات بين حكومة كوريا الشمالية من جهة، وحكومات كوريا الجنوبية والاتحاد الأوربي وكندا والولايات المتحدة واليابان من جهة ثانية، في توتر شديد وعدم تفاهم.
توقف القتال وتوقف إطلاق النار لكن الكوريتين لا تزالان في حرب غير معلنة وغير رسمية. وقعت كوريا الشمالية والجنوبية إعلانا مشتركا في 15 يونيو عام 2000. حيث قدم كلا الطرفين وعودًا للبحث عن طرق إعادة التعاون والعلاقات السلمية. وبالتحديد قام كيم داي جونغ وهو أول رئيس لكوريا الجنوبية يزور بيونغ يانغ، حيث وقع مع الزعيم الكوري الشمالي كيم جونغ ايل إعلانًا مشتركًا عكس تقاربًا في العلاقات بين البلدين. إضافة إلى ذلك الاتفاق فإنه في 4 أكتوبر 2007 تعهد قادة كوريا الشمالية وكوريا الجنوبية بعقد محادثات لتعلن رسميًا نهاية الحرب وعلى التأكيد على مبدأ عدم الاعتداء المتبادل.

### أواخر القرن العشرين

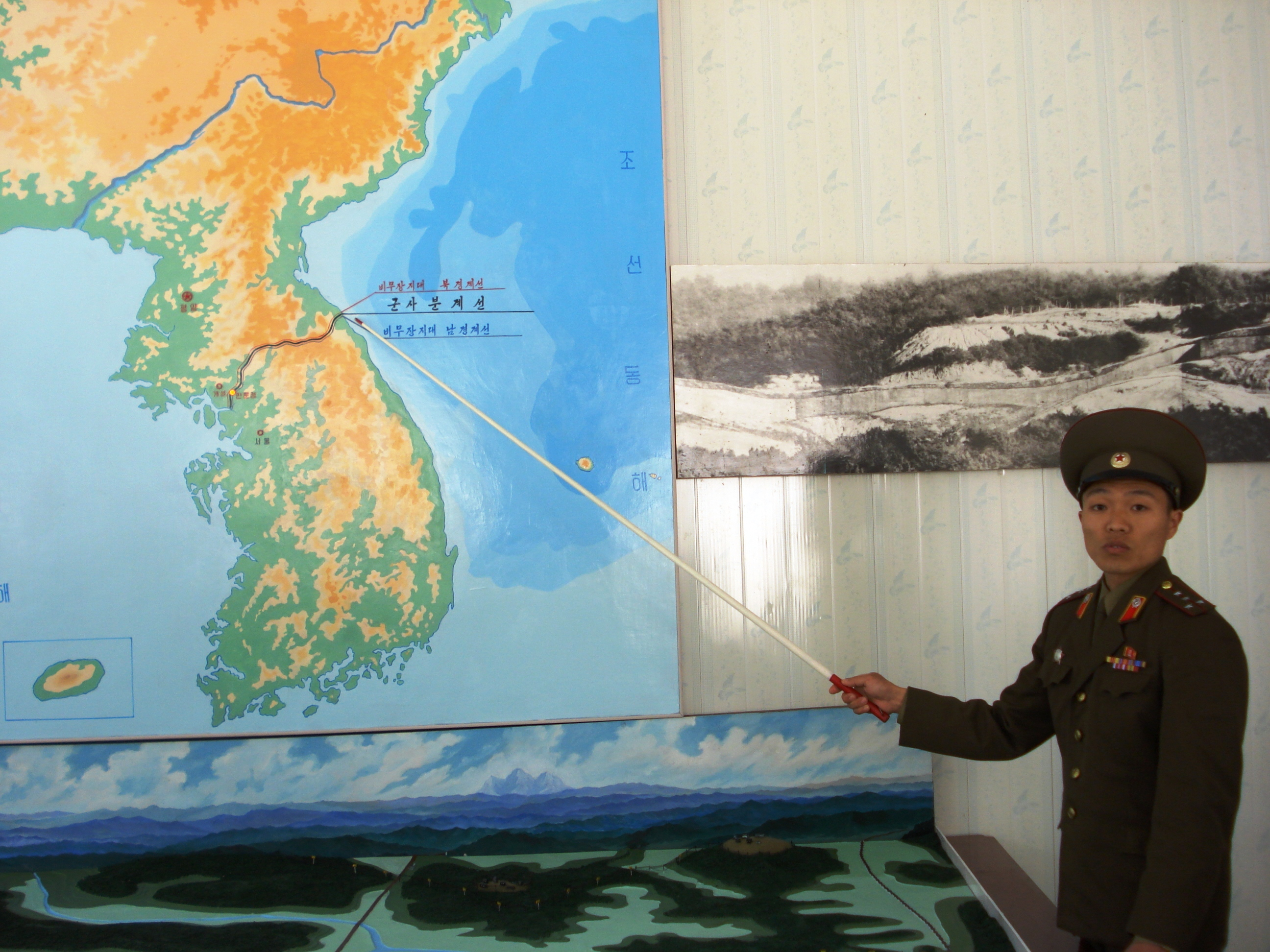
الجيش الشعبي الكوري جندي مشيرا إلى المنطقة منزوعة السلاح الكورية.

انقطع السلام النسبي بين الجنوب والشمال بعد اتفاقية الهدنة من قبل مناوشات على الحدود ومحاولات الاغتيال. فشلت كوريا الشمالية في عدة محاولات اغتيال قادة من كوريا الجنوبية، وعلى الأخص في عام 1968، 1974 وتفجير رانغون في عام 1983، تم العثور في كثير من الأحيان الإنفاق تحت المنطقة المجردة من السلاح والحرب وكاد يتفجر على فأس حادثة القتل في بانمونجوم في عام 1976. في عام 1973، بدأت سرية للغاية، واتصالات على مستوى عال تجرى من خلال مكاتب للصليب الأحمر، لكنها انتهت بعد وقوع الحادث مع بانمونجوم بعد أن تم إحراز تقدم ضئيل وفكرة أن الكوريتين سوف تنضم إلى المنظمات الدولية كلٌ على حدة.
في أواخر التسعينيات، مع كوريا الجنوبية بعد أن انتقلت إلى الديمقراطية الليبرالية، على نجاح سياسة، وقوة في أنها اتخذت كوريا الشمالية من قبل كيم نجل كيم إيل سونغ جونغ إيل، وبدأت الدولتان على الدخول علنًا للمرة الأولى، مع كوريا الجنوبية يعلن سياسة الشمس المشرقة لها.

### أوائل القرن الواحد والعشرين
في عام 2002، وصف رئيس الولايات المتحدة جورج دبليو بوش كوريا الشمالية بكونها جزءا من محور الشر ومركزا للاستبداد.
كان أرفع اتصال إلا أن الحكومة اضطرت مع الولايات المتحدة الأميركية مادلين أولبرايت مع وزير الخارجية، التي قامت بزيارة إلى بيونغ يانغ في عام. 2000
ولكن البلدين لم يقيما علاقات دبلوماسية رسمية. وبحلول عام 2006، بقي ما يقرب 37000 جنديا أميركيًا في كوريا الجنوبية، وبحلول يونيو 2009 على الرغم من أن هذا العدد قد انخفض إلى نحو. 30000 كيم جونغ إل وذكر سرًا قبوله للقوات الأمريكية في شبه الجزيرة، ممكن حتى وبعد إعادة التوحيد. علنا، كوريا الشمالية تطالب بقوة على سحب القوات الاميركية من كوريا.
في 13 يونيو 2009، حسبما ذكرت وكالة انباء اسوشيتد برس انه ردا على فرض عقوبات دولية جديدة، كوريا الشمالية اعلنت انها ستتقدم مع برنامجها لتخصيب اليورانيوم. تميزت هذه المرة أنها هي المرة الأولى التي كانت فيها كوريا الديمقراطية تعترف علنا بأنها تدير برنامجا لتخصيب اليورانيوم. وفي أغسطس 2009، الرئيس الاميركي السابق بيل كلينتون التقى مع كيم جونغ إل لتأمين الإفراج عن الصحافيين الأميركيين الذين كان قد حُكِمو لدخولهم البلاد بطريقة غير مشروعة. وكان الرئيس الأميركي السابق باراك أوباما موقف تجاه كوريا الشمالية لمقاومة عقد صفقات مع كوريا الشمالية من اجل نزع فتيل التوتر، وهي السياسة المعروفة باسم «الصبر الاستراتيجي.»
في 23 نوفمبر 2010، أطلقت كوريا الشمالية نحو 170 طلقة من المدفعية على جزيرة يونبيونغ والمياه المحيطة بها بالقرب من الحدود مع البحر الأصفر، مع هبوط بعض قذائف 90 على الجزيرة. وأسفر الهجوم عن مقتل اثنين من مشاة البحرية واثنين من المدنيين في الجانب الكوري الجنوبي، ومن مشاة البحرية 15 وثلاثة مدنيين على الاقل بجروح. جنوب ردوا ب80 قذيفة، ذات تأثيرات غير معروفة. مصادر الأنباء الكورية الشمالية زعمت أن تصرفات كوريا الشمالية، وصفت بأنها «ضربة مادية فورية وقوية»، وكانت ردا على استفزاز من كوريا الجنوبية التي عقدت ممارسة المدفعية في المياه المتنازع عليها جنوب الجزيرة.
في 17 ديسمبر 2011 الزعيم الأعلى لكوريا الشمالية، توفي كيم جونغ إل من نوبة قلبية. وذكر وفاته من قبل وكالة الانباء المركزية الكورية في حوالى الساعة 8:30 المحلية والمذيع يعلن أصغر أبنائه كيم الابن جونغ أون خلفا له.
اعلان وضعت كوريا الجنوبية وقوات الولايات المتحدة في حالة تأهب قصوى، مع العديد من السياسيين من المجتمع الدولي مشيرا إلى أن وفاة كيم يترك قدرا كبيرا من عدم اليقين في مستقبل البلاد. وضعت كوريا الشمالية في حالة تأهب قبل النهائي، ووضعت الأجانب في دائرة الشبهة وطلب منهم مغادرة البلاد.
وفي عام 2022 وقفت كوريا الشمالية بجانب روسيا في غزو اوكرانيا ورفضت التصويت ضد روسيا فيالأمم المتحدة والعاصمة وأكبر مدينة هي بيونغ يانغ و؛ تشمل المدن الكبرى الأخرى كايسونج في الجنوب، سينويجو في شمال غرب البلاد، وونسان Hamhung في الشرق وتشونغزين في الشمال الشرقي.

## الجغرافيا والطوبوغرافيا

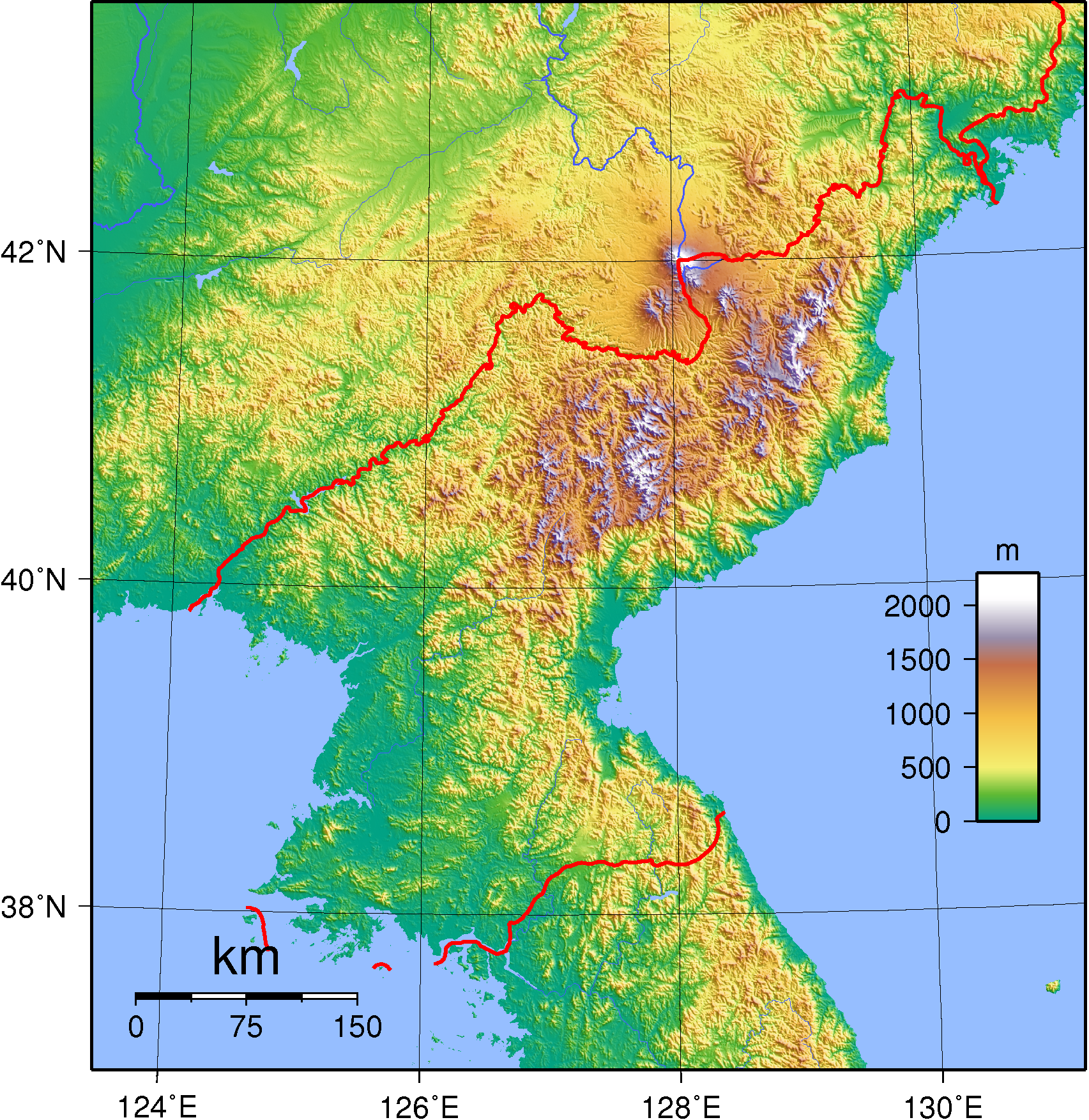
تضاريس كوريا الشمالية

ولاحظ الزوار الأوروبيين في وقت مبكر إلى أن كوريا بلد يشبه «بحر في عاصفة كبيرة» بسبب سلاسل الجبال المتتالية الكثيرة التي تتقاطع في شبه الجزيرة. ويتألف نحو 80% من كوريا الشمالية من الجبال والمرتفعات، مفصولة عميقة وضيقة الوديان، مع كل هذه الجبال في شبه الجزيرة والمرتفعات من 2000 متر (6600 قدم) أو أكثرفي كوريا الشمالية. والسهول الساحلية الواسعة في الغرب ومتقطعة في شرق البلاد فإن الغالبية العظمى من السكان يعيشون في السهول والأراضي المنخفضة.
أعلى نقطة في كوريا الشمالية هو جبل بايكدو الذي هو جبل بركاني بالقرب من الحدود الصينية مع هضبة حمم البازلت مع ارتفاعات بين 1400 و2000 متر (4600 و6600 قدم) فوق مستوى سطح البحر. والمدى هامغيونغ، وتقع في أقصى الجزء الشمالي الشرقي من شبه الجزيرة، لديه العديد من القمم العالية بما في ذلك Gwanmosan في حوالي 1756 متر (5761 قدم).
نطاقات رئيسية أخرى تشمل جبال Rangrim، والتي تقع في الجزء الشمالي من وسط كوريا الشمالية، وتعمل في اتجاه الشمال والجنوب، مما يجعل التواصل بين الأجزاء الشرقية والغربية من البلاد صعبة نوعا ما، وعلى مدى Kangnam، التي تدير على طول الحدود بين كوريا وشمال الصين. جبل كومجانج، أو جبل الماس، (ما يقرب من 1638 متر أو 5374 قدم) في مدى Taebaek، والتي تمتد إلى كوريا الجنوبية، وتشتهر بجمال مناظرها.
بالنسبة للجزء الأكبر، سهول صغيرة. الأكثر شمولا هي بيونج يانج والسهول Chaeryong، يغطي كل منها حوالي 500 كيلومترا مربعا (190 ميل مربع). وذلك لأن الجبال على الساحل الشرقي لها انخفاض مفاجئ في البحر، والسهول هي أصغر حتى من هناك على الساحل الغربي. وعلى عكس اليابان المجاورة أو شمال الصين وكوريا الشمالية لها تجارب قليلة مع الزلازل العنيفة.

### المناخ

خريطة كوريا الشمالية لتصنيف مناخ كوبن

لكوريا الشمالية مناخ قاري مع أربعة فصول متميزة. فالشتاء طويل وقاس خاصة في الشمال حيث تتساقط الثلوج في المتوسط قرابة 37 يوما.
وأما في الصيف فالطقس حار ورطب. تهطل الأمطار بسبب الرياح الموسمية الجنوبية والجنوبية الشرقية التي تجلب الهواء الرطب من المحيط الهادئ. وتحدث آعاصير تؤثر على شبه الجزيرة في المتوسط ما لا يقل عن مرة واحدة في كل صيف. وفي فصلي الربيع والخريف تتميز بدرجات حرارة معتدلة والرياح المتغيرة تجعل معظم الطقس لطيفا. ومن الأخطار الطبيعية الجفاف أواخر الربيع والذي غالبا ما يكون متبوعا بالفيضانات الشديدة. وهناك أعاصير في بعض الأحيان خلال أوائل الخريف.
مناخ كوريا الشمالية معتدل نسبيا. وتصنف معظم أنحاء البلاد كما دوا نوع في تصنيف كوبن مخطط المناخ، مع فصل الصيف الحار والبارد، شتاء جاف. في الصيف هناك موسم الأمطار القصير دعا. في 7 أغسطس 2007، والفيضانات تدميرا في 40 عاما تسبب في حكومة كوريا الشمالية لطلب المساعدة الدولية. طلبت منظمات غير حكومية، مثل الصليب الأحمر، والناس لجمع الأموال لأنهم كانوا يخشون وقوع كارثة إنسانية.

## التقسيمات الإدارية
يتم تنظيم التقسيمات الإدارية في كوريا الشمالية إلى ثلاثة مستويات هرمية. والعديد من الوحدات لديها ما يقابلها في النظام من كوريا الجنوبية. على أعلى مستوى من تسع محافظات، واثنين من المدن تحكمها مباشرة، وثلاثة تقسيمات إدارية خاصة. الانقسامات المستوى الثاني من المدن والمقاطعات، أجنحة، والمقاطعات. وتنقسم هذه إلى المركز الثالث على مستوى الكيانات: المدن والأحياء والقرى، والأحياء العمالية.
وقد تم افتتاح أول نظام من ثلاثة مستويات الإدارية المستخدمة في كوريا الشمالية في عهد كيم ايل سونغ عام 1952، كجزء من عملية إعادة هيكلة ضخمة من الحكومة المحلية. سابقا، وكانت البلاد تستخدام نظام متعدد المستويات مماثلة لتلك التي لا تزال تستخدم في كوريا الجنوبية. (الترجمات الإنجليزية ليست رسمية، ولكن الأسماء هي تقريبية بالحروف اللاتينية وفقا للنظام ماكيون-Reischauer كما تستخدم رسميا في كوريا الشمالية؛. واسترشد أيضا محرر من قبل هجاء المستخدمة على الخريطة 2003 ناشيونال جيوغرافيك كوريا).

## الحكومة والسياسة

### العلاقات الخارجية

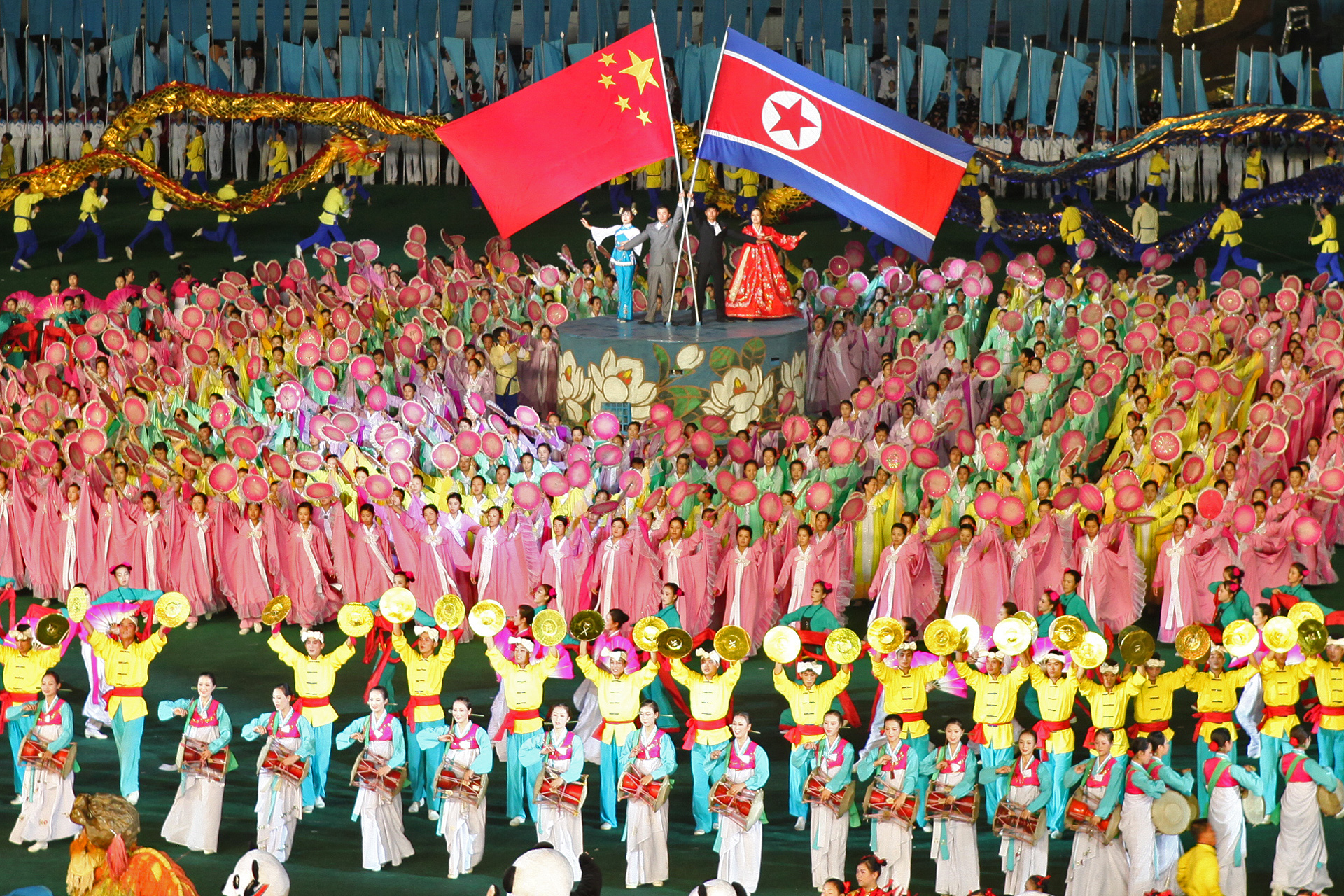
يتم الاحتفال بالعلاقة الوثيقة بين الصين وكوريا الشمالية في دورة ألعاب أريرانغ الجماعية في بيونغ يانغ.

تعد كوريا الشمالية دولة منبوذة بسبب سياساتها. ليس لكوريا الشمالية علاقات قوية مع كثير من دول العالم، كما أن لدولتها سفارات قليلة في الخارج.
تميزت علاقات كوريا الشمالية الخارجية بالنزاع مع الدول الرأسمالية مثل كوريا الجنوبية والولايات المتحدة الأمريكية وبالعلاقات التاريخية مع الشيوعية العالمية. تدّعي كل من حكومتي كوريا الشمالية وكوريا الجنوبية (رسميًا جمهورية كوريا) أنها حكومة كوريا كاملةً. فشلت الحرب الكورية في خمسينيات القرن العشرين في حل القضية، فبقيت كوريا الشمالية في مواجهة عسكرية مع كوريا الجنوبية وقوات الولايات المتحدة في كوريا الموجودة في المنطقة منزوعة السلاح.

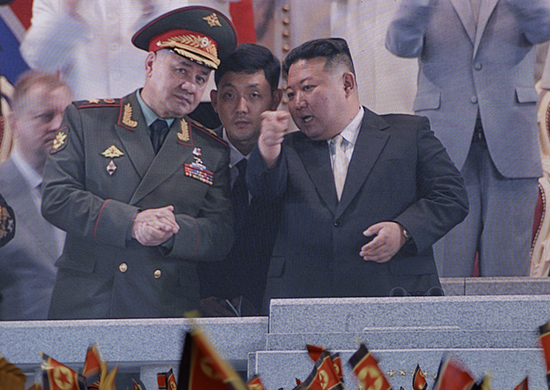
كيم جونغ أون مع وزير الدفاع الروسي سيرغي شويغو خلال مراسم الذكرى السبعين لنهاية الحرب الكورية، في بيونغ يانغ، 27 يوليو 2023

في بدايات الحرب الباردة، لم تحصل كوريا الشمالية على الاعتراف الدبلوماسي إلا من قبل الدول الشيوعية. في العقود اللاحقة، أقامت كوريا الشمالية علاقات مع البلدان النامية وانضمت إلى حركة عدم الانحياز. حين انهارت الكتلة الشرقية في فترة 1989-1991، بذلت كوريا الشمالية جهودًا لتحسين علاقاتها الدبلوماسية مع الدول الرأسمالية المتقدمة. وفي الوقت نفسه، كانت هناك جهود دولية لحل الصراع في شبه الجزيرة الكورية (يُعرف الصراع باسم النزاع الكوري).
حين حصلت كوريا الشمالية على السلاح النووي بعد انهيار الاتحاد السوفييتي، الداعم الاقتصادي الرئيس لها، أصبح حل الأزمة الكورية قضية أكثر أهمية عند معظم المجتمع الدولي. تعتبر كوريا الشمالية دولة خارجة عن القانون، وليست من الدول الموقعة على معاهدة حظر انتشار الأسلحة النووية، في الحقيقة، وقعت كوريا الشمالية في السابق على المعاهدة، لكنها انتهكتها، وانسحبت منها في عام 2003 بعد حظر الوكالة الدولية للطاقة الذرية. يُنظر إلى برنامجها النووي على أنه جزء من إستراتيجية كوريا الشمالية في «الابتزاز النووي»، وهذا ما يطرحه المحللون فيما يتعلق ببقاء النظام في كوريا الشمالية. في عام 2018، قام الزعيم الكوري الشمالي كيم جونج بوي بمبادرة سلام مفاجئة تجاه كوريا الجنوبية والولايات المتحدة. ما نتج عنه أول مناقشة وجهًا لوجه بين رئيس دولة كوريا الشمالية ورئيس الولايات المتحدة. عُرف ذلك باسم عملية السلام الكورية لعام 2018

## المجتمع

### حالة المسند

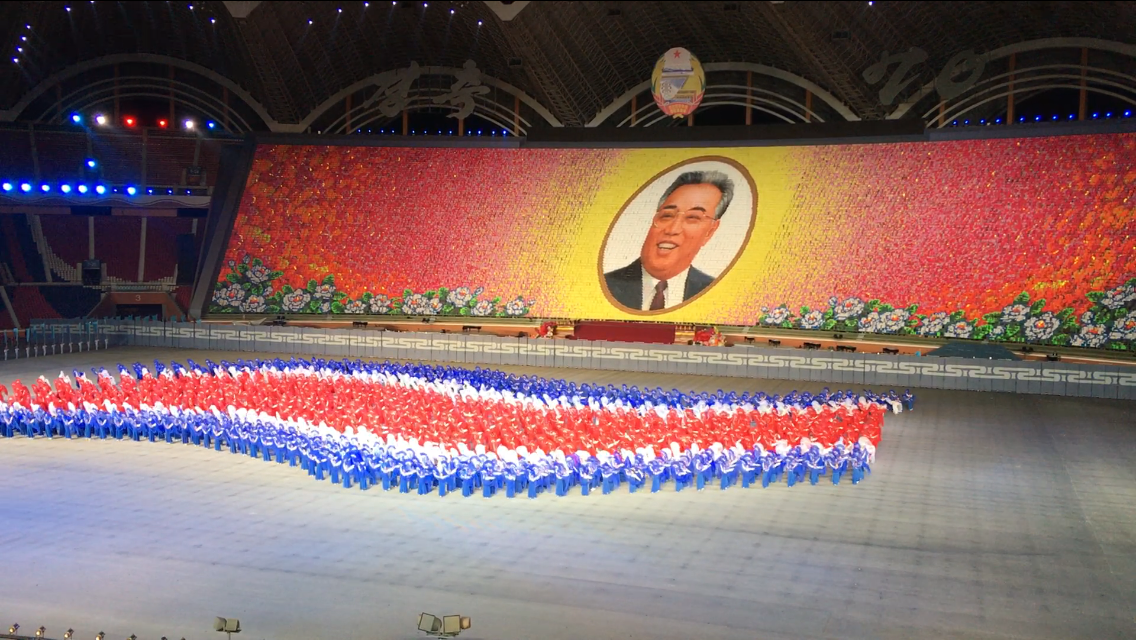
"البلد المجيد" هو اسم الألعاب الجماعية التي أقيمت في بيونغ يانغ عام 2018.

يتم فرز جميع الكوريين الشماليين إلى مجموعات وفقًا لسونغبون بهم، ونظام وضع المسند. بناء على سلوكهم والخلفية السياسية والاجتماعية، والاقتصادية لأسرهم لثلاثة أجيال، وكذلك سلوك من قبل الأقارب ضمن هذا النطاق، يتم استخدام سونغبون لتحديد ما إذا كان موثوق بها الفرد مع المسؤولية، والفرص السانحة، أو حتى يتلقى الغذاء الكافي. وهو يؤثر على الحصول على فرص التعليم والعمل وخصوصا ما إذا كان الشخص مؤهلا للانضمام إلى الحزب الحاكم في كوريا الشمالية. هناك 3 تصنيفات رئيسية و50 فرعية، وفقا لكيم ايل سونغ الذي كان يتحدث في عام 1958، شكلت الموالية «الطبقة الأساسية» 25% من سكان كوريا الشمالية، «الطبقة تردد» 55٪، و«فئة معادية» 20٪. وأعلى مكانة غير الممنوحة لأفراد من سلالة أولئك الذين شاركوا مع كيم إيل سونغ في المقاومة ضد الاحتلال الياباني خلال وقبل الحرب العالمية الثانية وإلى أولئك الذين كانوا عمال المصانع والعمال أو الفلاحين وذلك اعتبارا من عام 1950.

### حقوق الإنسان

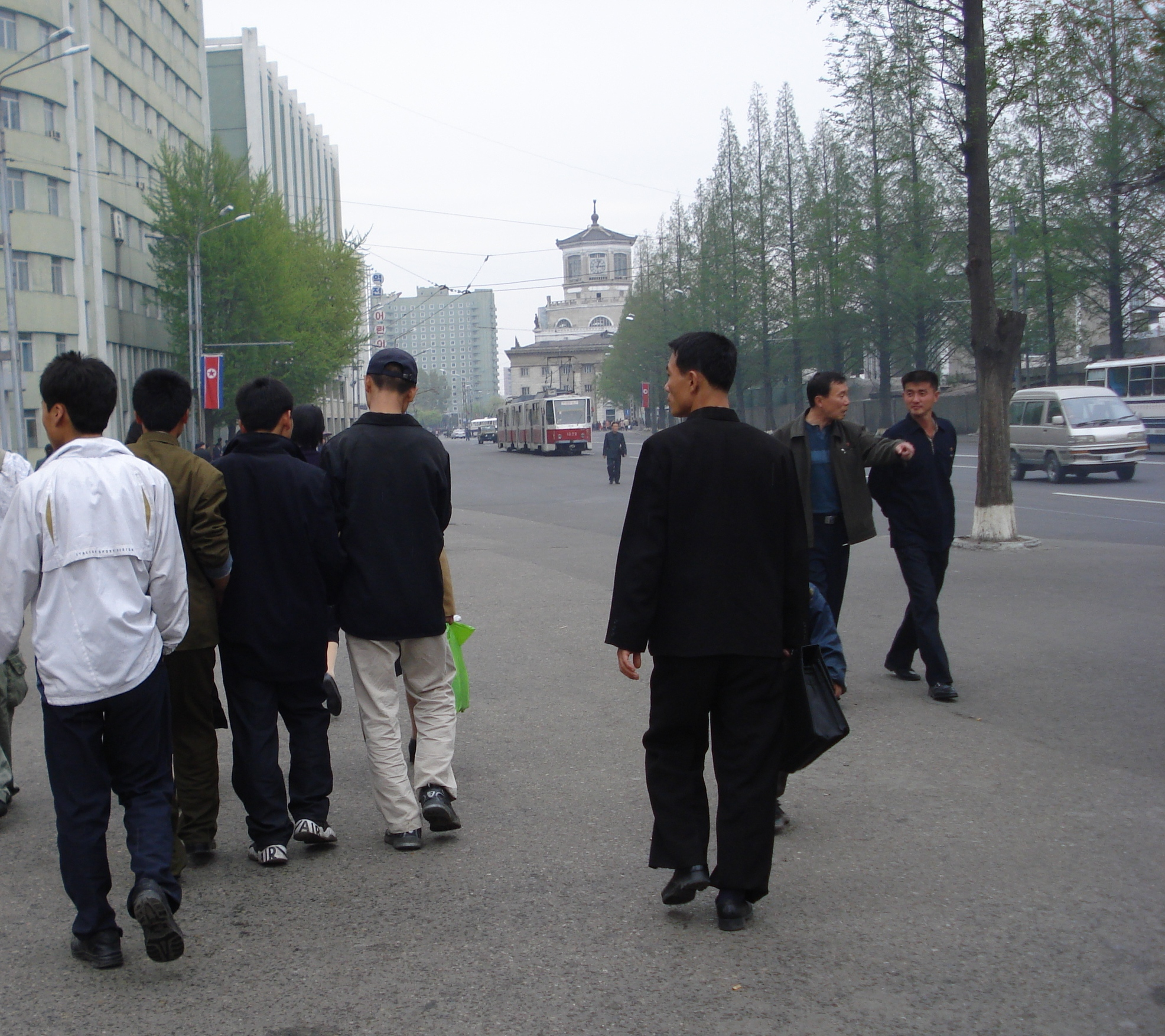
الأحذية الرياضية (الأحذية) ارتداء المشي شباب الكورية في بيونغ يانغ.

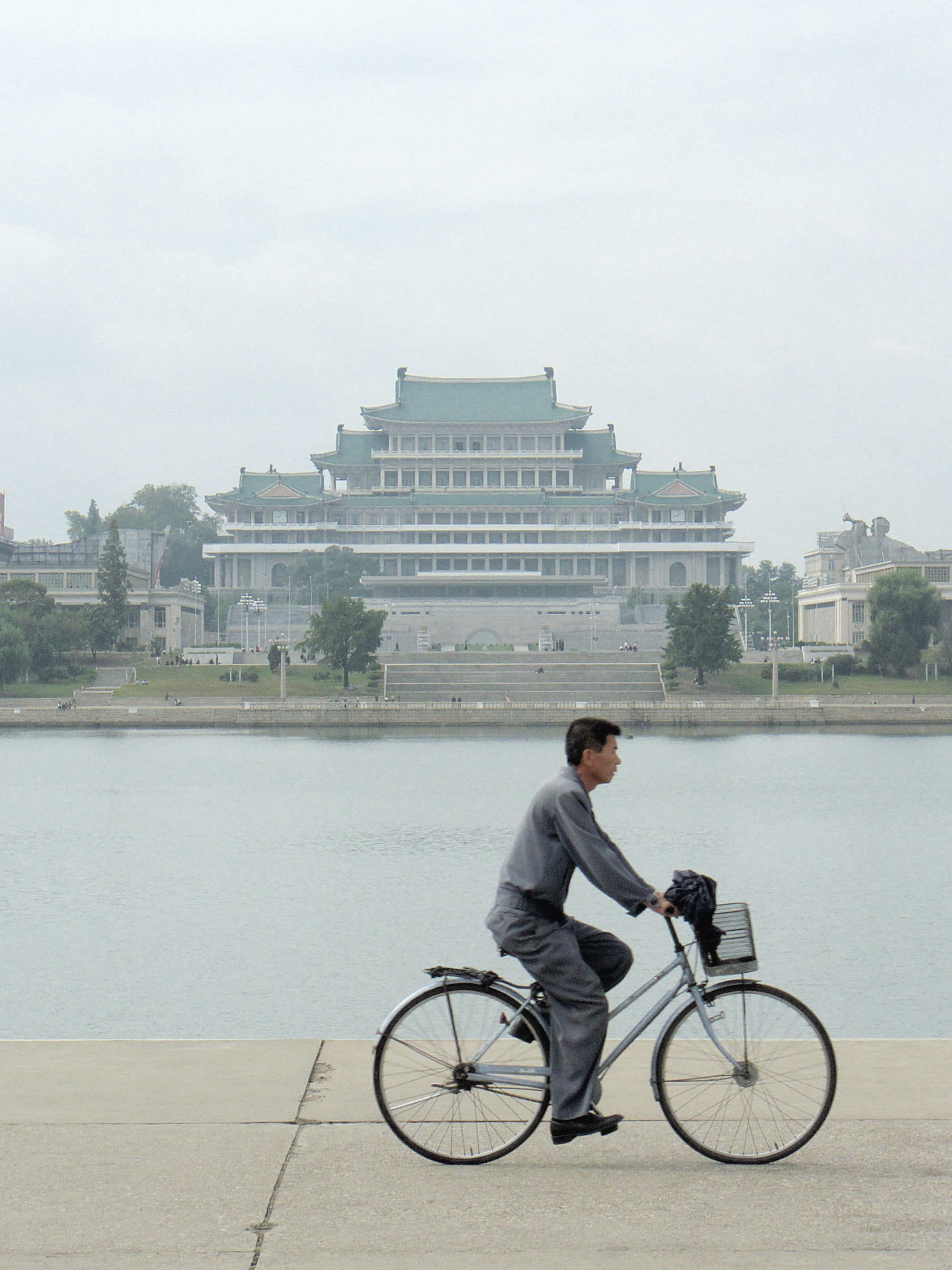
رجل مدني يرتدي الزي العسكري مستقلا دراجة في بيونغ يانغ.

تتهم العديد من منظمات حقوق الإنسان الدولية كوريا الشمالية بوجود واحدة من أسوأ سجلات حقوق الإنسان في أي دولة. تقارير منظمة العفو الدولية من القيود الصارمة المفروضة على حرية تكوين الجمعيات والتعبير والتنقل، والاعتقال التعسفي والتعذيب وغيره من ضروب سوء المعاملة الناجمة في عمليات الإعدام، والموت. وتطالب المنظمة بإغلاق معسكرات الاعتقال، حيث أن 200000 من السجناء السياسيين وعائلاتهم موجودين في «أكثر الظروف القاسية التي يمكن تخيلها». وقد أشارت هيومن رايتس ووتش إلى الكوريين الشماليين على أنهم «بعض أكثر شعوب العالم تعرضًا للوحشية» وذلك بسبب القيود الشديدة المفروضة على الحريات السياسية والاقتصادية.
أصبحت الرشوة منتشرة في جميع أنحاء البلاد. في تسعينيات القرن العشرين مجرد الاستماع إلى راديو كوريا الجنوبية يمكن أن يؤدي إلى عقوبة الإعدام. [بحاجة لمصدر] ومع ذلك فإن العديد من الكوريين الشماليين الآن يقومون بارتداء الملابس بطريقة غير شرعية من أصل كوري جنوبي، والاستماع إلى الموسيقى الجنوبي، ومشاهدة أشرطة الفيديو الخاصة بكوريا الجنوبية واستقبال البث منهم أيضا.

#### معسكرات الاعتقال السياسي
المنشقين الكوريين الشماليين شهدوا على وجود سجون ومعسكرات الاعتقال بما في ذلك «مناطق السيطرة الكاملة»، (صرح كوان لى بذلك: 관리소)، حيث يتعرض للسجن مدى الحياة السياسيون غير المرغوب فيهم. حيث يتعرضون للأشغال الشاقة والتعذيب والتجويع، والاغتصاب، والقتل، والتجارب الطبية، والعمل القسري، والإجهاض القسري. ووفقا لمنظمة العفو الدولية حول السجناء فإن قرابة 200000 (حوالي 0.85% من السكان) وضعوا في ستة معسكرات كبيرة للاعتقال السياسي، ويجري في العملية منذ 1950. ويجبرون على العمل في ظروف تقترب من العبودية وكثيرا ما يتعرضون للتعذيب وغيره من الضروب والمعاملة القاسية واللاإنسانية والمهينة. 14 في معسكر، 15 في معسكر يودوك ومعسكر 18 في بيغونغ وصفت في أقوالهم التفصيلية. الناس يشتبه أنهم ليسوا موالين للنظام، والبريد.. لأنهم هم من المسيحيين، أو لأنهم انتقدوا قيادة، يتم ترحيلهم إلى هذه المخيمات من دون محاكمة، في كثير من الأحيان مع عائلاتهم كاملة ومعظمهم من دون أي فرصة أن يطلق سراحه لاحقاً. ويقدر التحالف الدولي لوقف الجرائم ضد الإنسانية في كوريا الشمالية (ICNK) أن أكثر من 10,000 شخص يموتون في معسكرات الاعتقال في كوريا الشمالية في كل عام.

### عبادة الشخصية

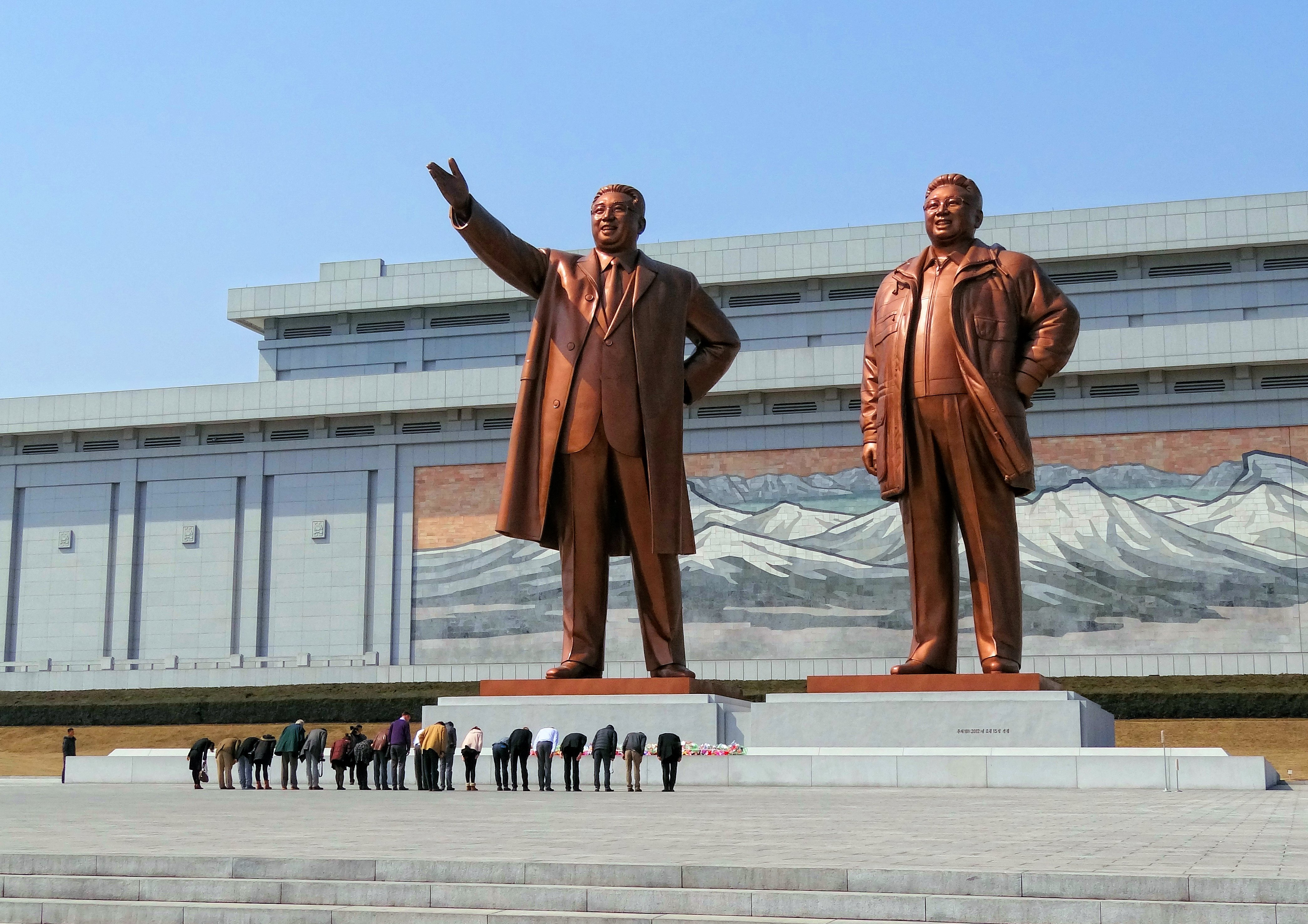
مواطنون كوريون شماليون يحتفلون بتمثالي كيم إل سونغ (يسار) وكيم جونغ إل في نصب مانسوداي التذكاري الكبير عام 2014.

ويستخدم في كوريا الشمالية السيطرة تمارين الحكومة على العديد من جوانب الثقافة في البلاد، وسيطرة هذا لتكريس عبادة الشخصية المحيطة بها كيم إيل سونغ، وإلى حد أقل، كيم جونغ إيل. وفي حين يزور كوريا الشمالية في عام 1979، لاحظ صحافي برادلي مارتن أن الموسيقى والفن والنحت أغلبها تمجد "القائد العظيم" كيم إيل سونغ، الذي كان يرسخ عبادة الشخصية ثم يجري تمديدها لابنه، "عزيزي الزعيم" كيم جونغ ايل. وذكر أيضا أن هناك اعتقاد على نطاق واسع حتى أن كيم إيل سونغ "خلق العالم"، وكيم جونغ ايل "يمكن ان يتحكم في الطقس". هذه التقارير، إلا أن هناك معارضة من الشمال كوريا الباحث برايان ر مايرز: "القوى الإلهية لم ينسب إلى أي من كيم 2. في الواقع، كان جهاز الدعاية في بيونغ يانغ عموما الحرص على عدم جعل المطالبات التي تتعارض مباشرة إلى تجربة المواطنين أو الحس السليم.” وهو ما يفسر أيضا أن الدعاية دولة يرسم كيم جونج ايل بأنه شخص الذين خبرة في كذب المسائل العسكرية، والذي تسبب جزئيا المجاعة في تسعينيات القرن العشرين 'من جراء الكوارث الطبيعية خارج نطاق السيطرة كيم جونغ إيل.

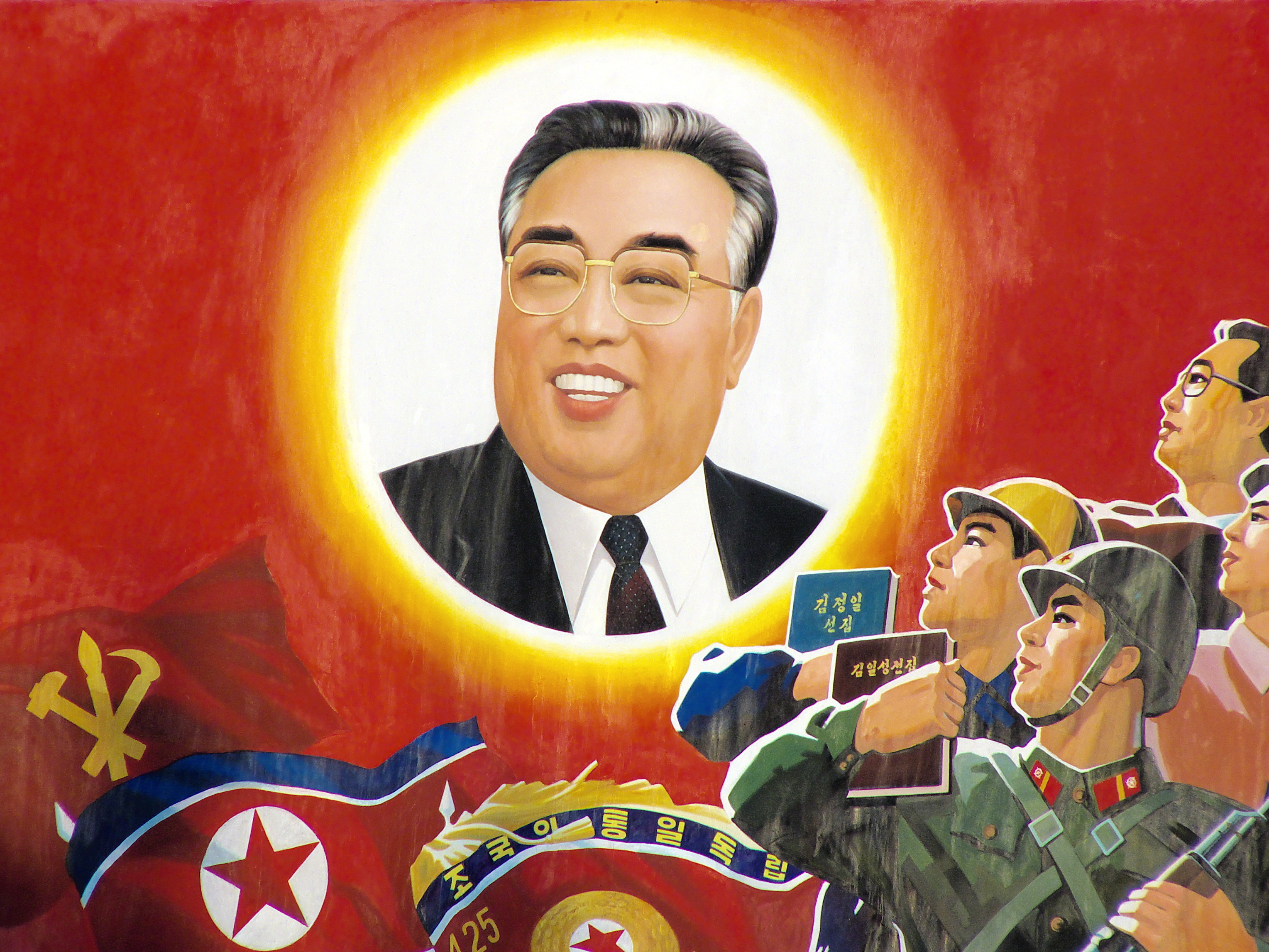
ملصق دعاية مع صورة كيم إيل سونغ الرسمية.

أغنية «لا وطن أم بدونك» (당신 이 없으면 조국 도 없다)، وكان سونغ من قبل جوقة الجيش الكوري الشمالي، خاصة لخلق كيم جونج ايل وهي واحدة من الإيقاعات الأكثر شعبية في البلاد. ولا يزال كيم ايل سونغ يلقى التبجيل رسميا باسم «الرئيس الأبدي» في البلاد. تتم تسمية معالم عدة في كوريا الشمالية لكيم إيل سونغ، بما في ذلك كيم إيل سونغ، جامعة كيم ايل سونغ ملعب، وكيم إيل سونغ سكوير. ونقل عن المنشقين قوله ان المدارس الكورية الشمالية تأليه الأب والابن على حد سواء. ورفض كيم ايل سونغ فكرة انه خلق عبادة حول نفسه، واتهم هؤلاء الذين اقترحوا هذا من «الطائفية». وبعد وفاة كيم إيل سونغ، كان الكوريون الشماليون يسجدون ويبكون أمام تمثال برونزي له في حدث منظم; وبثت مشاهد مماثلة من قبل التلفزيون الرسمي في أعقاب وفاة كيم جونغ إيل.
يزعم المنتقدون أن عبادة شخصية كيم جونج إل ورثتها من والده، كان كيم جونج إل غالبًا محور الاهتمام طوال جميع مراحل الحياة العادية. عيد ميلاده هي واحدة من العطلات العامة الأكثر أهمية في البلاد، في عيد ميلاده 60 (استنادا إلى تاريخ رسمية له من الولادة)، وقعت احتفالات شعبية حاشدة في جميع أنحاء البلاد. عبادة كيم جونغ إيل شخصية، وإن كان كبيرا، وليس واسع مثل والده. في عام 2004، تم اتخاذ بعض لوحاته الرسمية انخفاضا من المباني العامة. جهة نظر واحدة هي أن عبادة كيم جونغ إيل للشخصية كان فقط احتراما لكيم إيل سونغ أو خوفا من العقاب لعدم تكريم. وسائل الإعلام ومصادر في الحكومة من خارج كوريا الشمالية تدعم عموما وجهة النظر هذه، في حين أن مصادر الحكومة الكورية الشمالية تقول إنها حقيقية عبادة البطل.
B.R. مايرز يقول أيضا أن العبادة الحقيقية وليس خلافا لعبادة الزعيم النازي ادولف هتلر في ألمانيا النازية. وفي حالة أحدث عهدا - في 11 يونيو 2012 (2012/6/11) - تلميذة الشمال 14 عاما الكورية غرق بينما كان يحاول أنقاذ صور من كيم ايل سونغ وجونغ ايل من الفيضانات.

### إعادة توحيد الكوريتين
تسعى كوريا الشمالية في سياستها إلى إعادة توحيد الكوريتين ولكنها تشترط في ذلك عدم ما تعتبره هي تدخلا خارجيا، من خلال هيكل اتحادي يُبقي قيادة كل جانب وأنظمته. وقعت كل من الكوريتين الشمالية والجنوبية في 15 يونيو بين الشمال والجنوب في الإعلان المشترك الذي وعدت كلا الجانبين للبحث عن إعادة التوحيد السلمى. الاتحادية الديمقراطية جمهورية كوريا هي الدولة المقترحة المذكورة أولا ثم الشمالي كيم ايل رئيس كوريا غنيت في 10 تشرين الأول، 1980، اقتراح الاتحاد بين كوريا الشمالية والجنوبية التي نظم منها السياسية ستبقى في البداية.

## القوات المسلحة

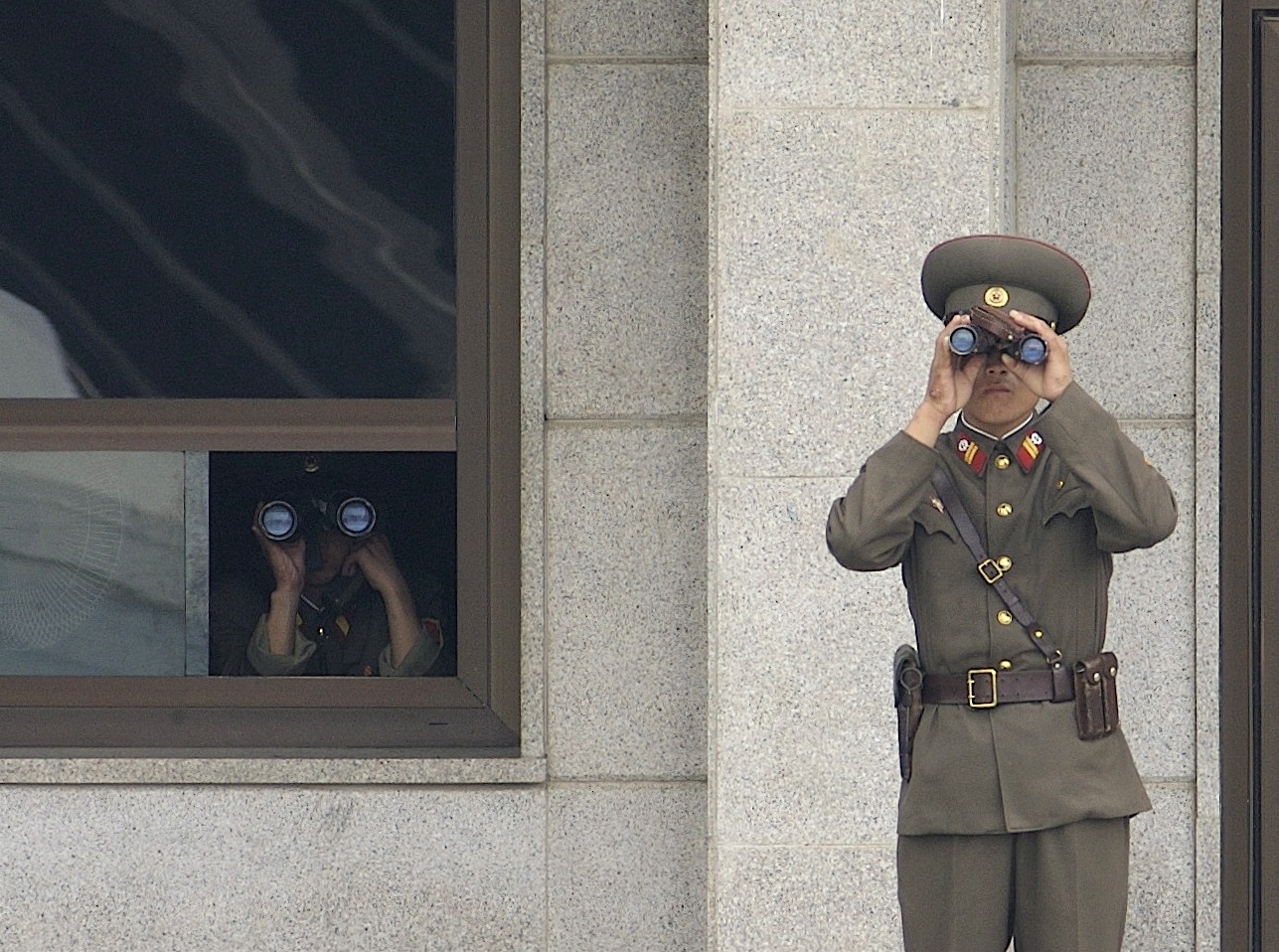
جنود الجيش الشعبي الكوري مراعاة الجانب الكوري الجنوبي من المنطقة المنزوعة السلاح

(الجيش الشعبي الكوري) هو اسم القوات المسلحة الجماعية للجيش الكوري الشمالي. لديه خمسة فروع: قوات البرية، القوات البحرية، القوات الجوية، قوة العمليات الخاصة، وقوة الصاروخ. وفقا لوزارة الخارجية الأمريكية، كوريا الشمالية لديها رابع أكبر جيش في العالم، في الأفراد يقدر ب 1210000 فرد من العناصر المسلحة، مع حوالي 20% من الرجال الذين تتراوح أعمارهم بين 17-54 في القوات المسلحة النظامية. وكانت كوريا الشمالية أعلى نسبة من الأفراد العسكريين نصيب الفرد من أي دولة في العالم، مع ما يقرب من جندي واحد النشر لكل المواطنين 25.

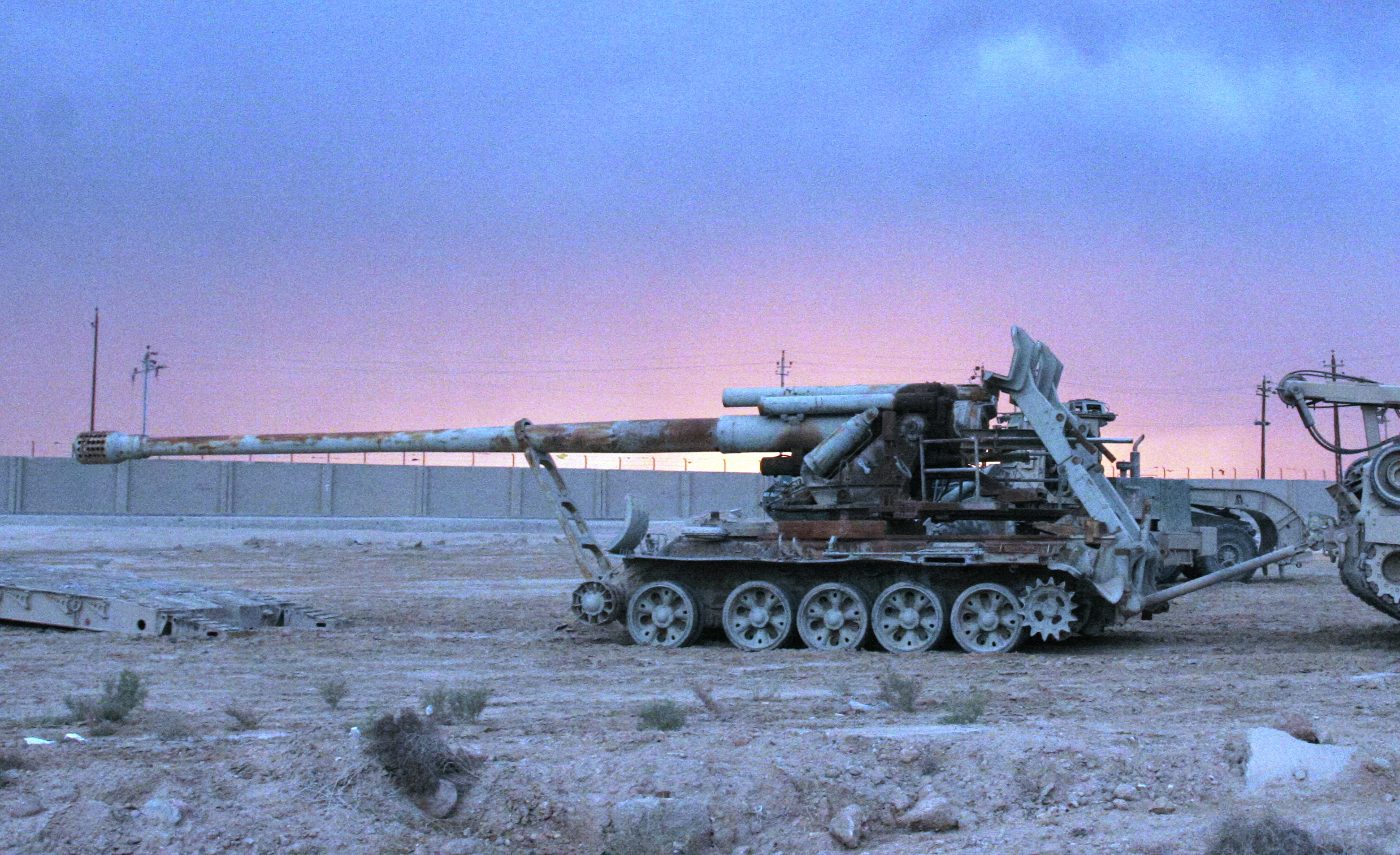
كوكسان، واحدة من القطع المدفعية الثقيلة الرئيسية لكوريا الشمالية.

تم تصميم إستراتيجية عسكرية للإدراج من وكلاء والتخريب وراء خطوط العدو في زمن الحرب، مع الكثير من القوى في الجيش الشعبي الكوري المنتشرة على طول المنطقة المحصنة الكورية منزوعة السلاح. الجيش الشعبي الكوري وتعمل على كمية كبيرة جدا من المعدات، بما فيها 4060 دبابة وناقلة جنود مصفحة 2500، قطع المدفعية 17900، 11000 مدافع للدفاع الجوي وأنظمة الدفاع الجوي المحمولة بعض 10000 وصواريخ مضادة للدبابات موجهة في القوات البرية، ما لا يقل عن 915 سفينة في القوات البحرية و1748 طائرة في سلاح الجو، من الذي 478 من المقاتلين و180 من قاذفات القنابل. كوريا الشمالية لديها أيضا أكبر من القوات الخاصة في العالم، فضلا عن أكبر أسطول الغواصات. والمعدات عبارة عن خليط من مركبات الحرب العالمية الثانية، وخمر الأسلحة الصغيرة، وانتشرت على نطاق واسع تكنولوجيا الحرب الباردة، وأكثر حداثة الأسلحة السوفياتية أو المنتجة محليا. تماشيا مع استراتيجيتها الحرب غير المتكافئة، وكوريا الشمالية وضعت أيضا مجموعة واسعة من تقنيات غير تقليدية، ومعدات، مثل أجهزة التشويش على نظام تحديد المواقع، خلسه، غواصات صغيرة وطوربيدات الإنسان، مجموعة واسعة من المواد الكيميائية والأسلحة البيولوجية، وأشعة الليزر المضادة للأفراد. ووفقا لمسؤول وسائل الاعلام الكورية الشمالية، والنفقات العسكرية لعام 2010 تصل إلى 15.8% من الموازنة العامة للدولة.
وكانت كوريا الشمالية نشط النووية والصواريخ البالستية برامج الأسلحة، وكانت خاضعة لقرارات الأمم المتحدة مجلس الأمن 1695 من تموز 2006، 1718 من أكتوبر 2006، و1874 من حزيران 2009، لتنفيذ كل من التجارب الصاروخية والنووية. كوريا الشمالية ربما تمتلك مواد انشطارية لمدة تصل إلى تسعة أسلحة نووية، ولديه القدرة على نشر الرؤوس النووية المتوسطة المدى للصواريخ البالستية.

## الاقتصاد

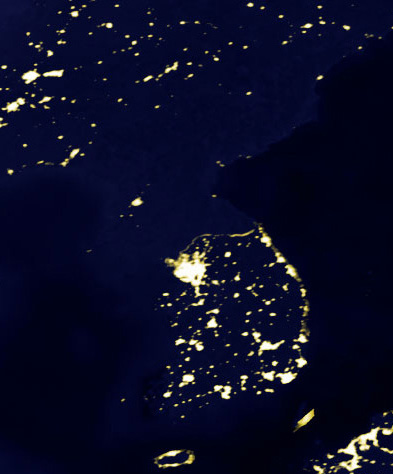
صورة من شبه الجزيرة الكورية ليلا المقدمة من DMSP الملاحظات. التفاوت في مستويات الإضاءة وهذا مؤشر على الخلافات بين الشمال والجنوب في عدد السكان، ومعظمهم من استخدام الطاقة.

كوريا الشمالية لديها الصناعة، تقارب على الاكتفاء الذاتي، الاقتصاد الموجه مركزيا إلى حد كبير. كوريا الشمالية هي واحدة من دولتين فقط (مع كوبا) مع اقتصاد تقريبا كليا من الحكومة المزمعة المملوكة للدولة. لجنة التخطيط المركزي بإعداد وتشرف وتنفذ الخطط الاقتصادية، في حين ان المكتب العام لمقاطعة الصناعة في كل منطقة هي المسؤولة عن إدارة مرافق التصنيع المحلي، والإنتاج، وتخصيص الموارد والمبيعات.
سياسة كوريا الشمالية العزلة يعني أن قيود شديدة التجارة الدولية. كوريا الشمالية أصدرت قانونا في عام 1984 السماح للاستثمار الأجنبي من خلال مشاريع مشتركة، لكنها فشلت في جذب أي استثمارات كبيرة. في عام 1991، أنشأت اللجنة الاقتصادية Rason المنطقة الخاصة، وذلك في محاولة لجذب الاستثمار الأجنبي من الصين وروسيا. قاموا بشراء الشركات الصينية والروسية حقوق لاستخدام الموانئ في Rason. المستثمرين الصينيين وترميم الطريق من Rason إلى الصين، وعمال السكك الحديدية الروسية وترميم خط السكة الحديد من Rason إلى روسيا، من حيث أنها لا تزال على خط سكك حديد عبر سيبيريا.
حتى عام 1998، نشرت الأمم المتحدة مؤشر التنمية البشرية والناتج المحلي الإجمالي للفرد الواحد الأرقام بالنسبة لكوريا الشمالية، التي وقفت على مستوى متوسط من التنمية البشرية في 0.766 (المرتبة 75)، والناتج المحلي الإجمالي للفرد الواحد من 4058 $. وكان متوسط الراتب حوالي 47 دولارا لكل شهر في عام 2004. ومتوسط الراتب الرسمي في عام 2011 ما يعادل 2 دولار لكل شهر في حين أن الدخل الشهري الفعلي ويبدو أنه نحو 15 دولارا، لأن معظم الكوريين الشماليين كسب المال في الشركات الصغيرة غير المشروعة: تجارة، زراعة الكفاف، والحرف اليدوية. ويهيمن على الاقتصاد غير قانوني من قبل النساء لأن الرجال لديهم لحضور أماكن عملهم الرسمية بالرغم من أن معظم المصانع غير قابلة للعمل. وتشير التقديرات إلى أن في وقت مبكر 2000م، ومتوسط الأسرة في كوريا الشمالية ووجه نحو 80% من دخلها من الشركات الصغيرة التي تعتبر قانونية في اقتصادات السوق ولكن غير شرعي في كوريا الشمالية.
على الرغم من مشاكل اقتصادية كبيرة، وتحسين نوعية الحياة والأجور وارتفاع مطرد في عام 2007. على نطاق ضيق الأسواق الخاصة، والمعروفة باسم janmadang، موجودة في جميع أنحاء البلاد، وتزويد السكان بالمواد الغذائية المستوردة والسلع التي تتراوح بين مستحضرات التجميل على الدراجات النارية في مقابل مبلغ من المال. وفي عام 2009، قامت الحكومة بإعداد redenomination العملة وذلك بهدف الحد من نشاط السوق الحرة في جميع أنحاء البلاد، ولكن المحاولة قد باءت بالفشل، مما تسبب في معدلات التضخم إلى مستويات قياسية، وأدت في النهاية إلى رفع الحظر المفروض على تجارة السوق الحرة.
يتم تقديم الحصص الغذائية والسكن والرعاية الصحية، والتعليم من الدولة مجانا، وقد ألغى دفع الضرائب منذ 1 أبريل 1974. ومن أجل زيادة إنتاجية من الزراعة والصناعة، منذ 1960s وقد أدخلت الحكومة الكورية الشمالية لعدد من نظم إدارة مثل نظام العمل تايين. في القرن 21، وكانت كوريا الشمالية نمو إجمالي الناتج المحلي ببطء ولكن بثبات، رغم أنه في السنوات الأخيرة، والنمو تسارعت تدريجيا إلى 3.7% في عام 2008، أسرع وتيرة في عقد من الزمن تقريبا، ويرجع ذلك إلى حد كبير إلى نمو حاد من 8.2% في القطاع الزراعي.
| 2000 | 2001 | 2002 | 2003 | 2004 | 2005 | 2006 | 2007 | 2008 | 2009 |
| ---- | ---- | ---- | ---- | ---- | ---- | ---- | ---- | ---- | ---- |
| 1.3% | 3.7% | 1.2% | 1.8% | 2.2% | 1.0% | 1.6% | 1.8% | 3.7% | 3.7% |

وفقا لتقديرات عام 2002، والقطاع المهيمن في الاقتصاد الكوري الشمالي هي الصناعة (43.1٪)، تلاه قطاع الخدمات (33.6٪) والزراعة (23.3٪). في عام 2004، أشارت التقديرات إلى أن الزراعة تستخدم 37% من القوى العاملة في الصناعة والخدمات، بينما يعمل ما تبقى من 63٪. تشمل الصناعات الرئيسية المنتجات العسكرية، وبناء الآلات، والطاقة الكهربائية والكيماويات والتعدين والمعادن والمنسوجات، وتجهيز الأغذية والسياحة. خام الحديد وإنتاج الفحم هي من بين القطاعات القليلة التي كوريا الشمالية التي تؤدي ادائاً أفضل بكثير من جارتها الجنوبية - جمهورية كوريا الديمقراطية الشعبية وتنتج حوالي 10 مرات كميات أكبر من كل الموارد.
إنتاج الأرز في حدود 2.8 طن للهكتار، أي حوالي نصف المعدل العالمي، ويعود ذلك إلى تدهور التربة، ونقص الأسمدة، ومحدودية اللوم. وفي عام 2005، كانت كوريا الشمالية مصنفة من قبل منظمة الأغذية والزراعة كعاشر منتج للفاكهة الطازجة و19 في إنتاج التفاح. وتملك موارد طبيعية كبيرة، إضافة إلى ذلك تحتل البلاد المرتبة 18 في إنتاج الحديد والزنك، وجود 22 أكبر احتياطيات الفحم في العالم. وهي أيضا أكبر منتج لل15 فلوريت وأكبر منتج لل12th من النحاس والملح في آسيا. غيرها من الموارد الطبيعية الكبيرة في الإنتاج وتشمل الرصاص، والتنجستين، الجرافيت، والمغنسيوم، والذهب، بيريت، الفلورسبار، والطاقة الكهرمائية.

### التجارة الخاصة

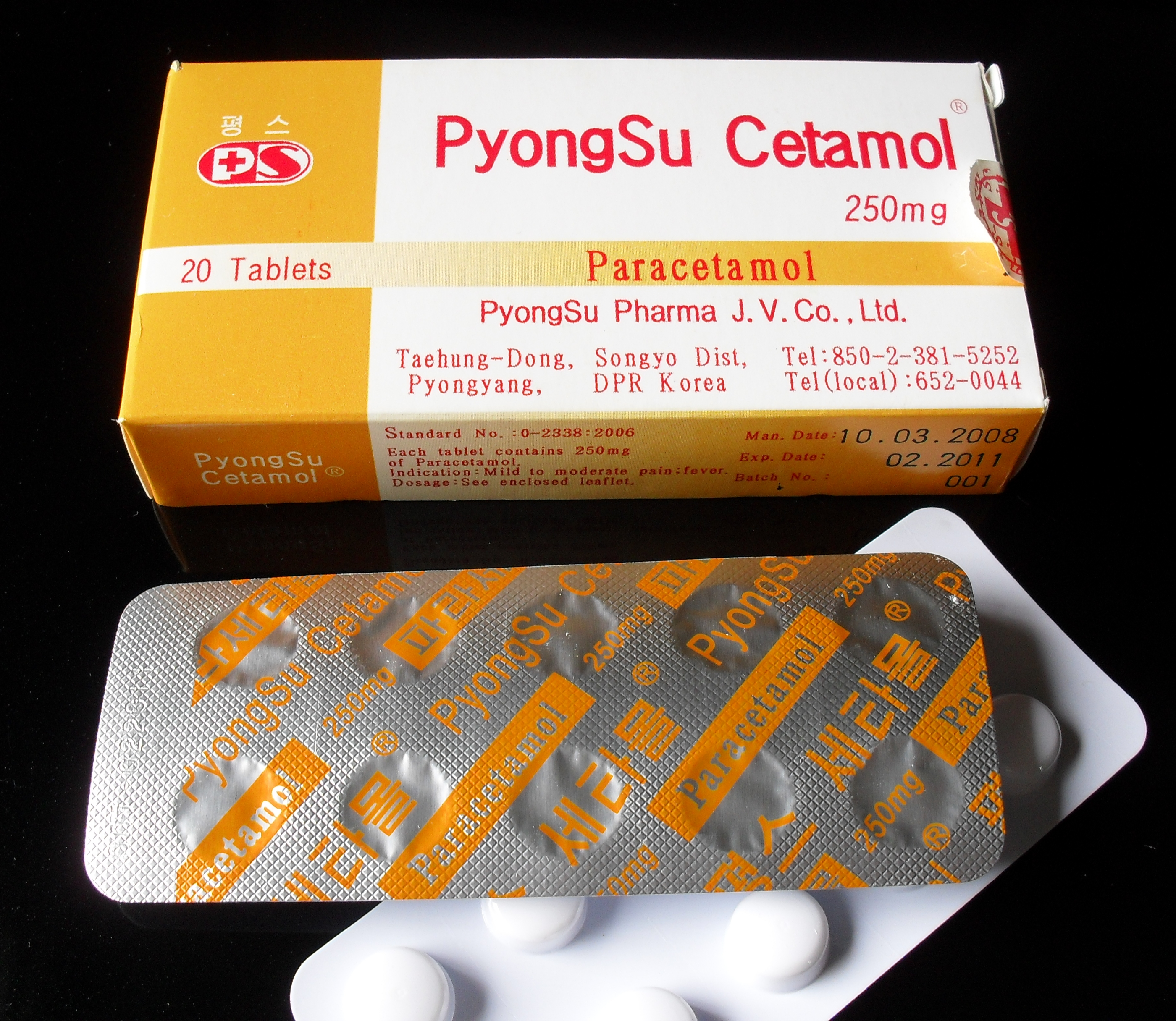
عام الباراسيتامول أقراص المحرز في جمهورية كوريا الديمقراطية الشعبية من قبل شركة مشتركة

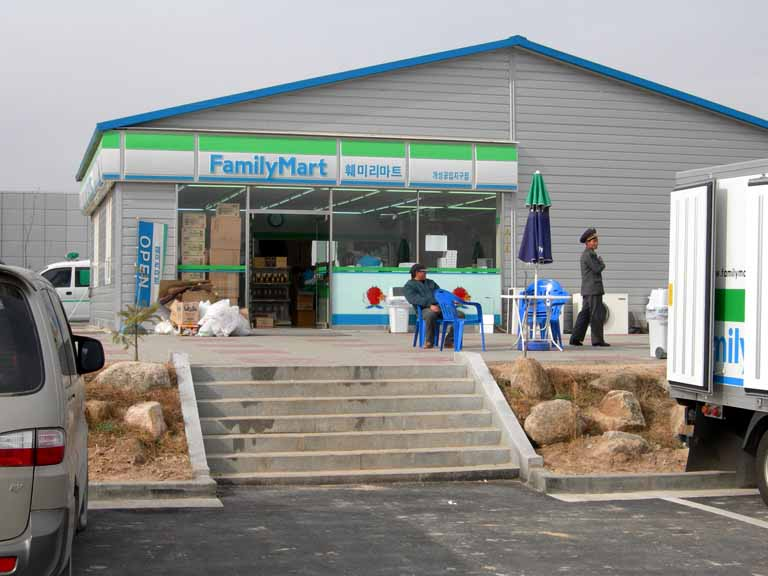
العائلة مارت مخزن في منطقة كايسونج الصناعية، مركز لكوريا الشمالية والصناعات الخفيفة.

في عام 1991، بدأت كوريا الشمالية تجربة الرأسمالية الخاصة في المنطقة، راجين سونيونغ الاقتصادية الخاصة، وفي عام 2002 أيضا إعداد منطقة كايسونج الصناعية. وقد تم تعيين عدد قليل من مناطق أخرى في المناطق الإدارية الخاصة. الصين وكوريا الجنوبية هي أكبر شركاء التجارة لكوريا الشمالية، مع التجارة مع الصين زيادة بنسبة 15% إلى 1.6 مليار دولار أمريكي في عام 2005، والتجارة مع كوريا الجنوبية بزيادة 50% إلى أكثر من مليار دولار لأول مرة في عام 2005. الصين هو شريك لكوريا الشمالية أقرب الاقتصادية، مع تجري 73% من التجارة الخارجية لكوريا الشمالية مع هذا البلد.
في عام 2000، تم تأسيس مركز لدراسة النظام الرأسمالية. أكثر على نحو متزايد ذات الاستثمارات الاجنبية وقد وضعت مشاريع مشتركة منذ عام 2002. تم تأسيس كلية إدارة الأعمال في بيونغ يانغ من قبل الحكومة السويسرية للمساعدة في تعليم طلاب إدارة الأعمال.
وهناك عدد قليل من العناصر الرأسمالية تنتشر تدريجيا من منطقة محاكمة، بما في ذلك عدد من لوحات الإعلانات على طول الطرق السريعة معينة. وأفادت الزوار إلى أن عدد الأسواق المفتوحة في الهواء المزارعين وزاد في كايسونغ وبيونغ يانغ، وكذلك على طول الحدود بين الصين وكوريا الشمالية، وتجاوز نظام الحصص الغذائية. بالإضافة إلى المساعدات الغذائية، وتقدم الصين ورد ما يقدر بنحو 80 إلى 90 في المئة من واردات النفط لكوريا الشمالية في «أسعار الودية» التي هي أقل بكثير من أسعار السوق العالمية.
كوريا الشمالية لديها أيضا صناعة الرسوم المتحركة والتعاقد من الباطن العمل من استوديوهات الرسوم المتحركة الكوريا الجنوبية.

### السياحة

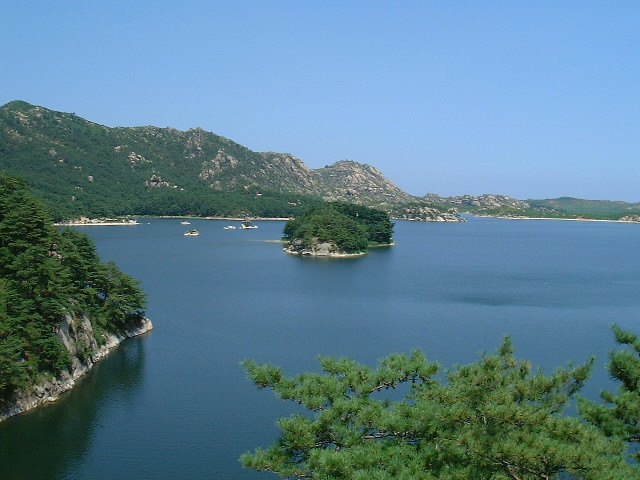
في جبل كومكانغ السياحي المنطقة كانت تحظى بشعبية كبيرة بين السياح الكوريين الجنوبيين حتى تعليقها في العام 2008

ويتم تنظيم السياحة في كوريا الشمالية من قبل شركة كوريا المملوكة للدولة على السفر الدولي. ويرافق باستمرار جميع السياح / زوار من قبل دليل رحلة واحد أو اثنين، والذين يتحدثون عادة لغة السائح الأم. في حين أن السياحة قد تزايدت خلال السنوات القليلة الماضية، والسياح من الدول الغربية لا تزال قليلة.
معظم الزوار يأتون من الصين وروسيا واليابان. المواطنين الروس من الجزء الآسيوي من روسيا تفضل كوريا الشمالية كمقصد سياحي بسبب انخفاض الأسعار نسبيا، وعدم التلوث، ومناخ أكثر دفئا. للمواطنين من كوريا الجنوبية، ويكاد يكون من المستحيل الحصول على تأشيرة دخول إلى كوريا الشمالية، التي يمكن أن تحصل «تصاريح دخول» إلى المناطق السياحية خاصة المخصصة لكوريا الجنوبية، مثل كايسونج. وكان من مواطني الولايات المتحدة أيضا خاضعة لقيود التأشيرة، ويسمح لهم بزيارة فقط خلال مهرجان آريرانغ سنويا، وتم رفع هذه القيود في يناير 2010. وقد زار أقل من 2500 من مواطني الولايات المتحدة كوريا الشمالية منذ عام 1953.
في منطقة جبل كومجانج، وشركة هيونداي للإنشاء وتشغيل منطقة سياحية خاصة. السفر إلى هذه المنطقة من الممكن لكوريا الجنوبية ومواطني الولايات المتحدة، ولكن فقط في مجموعات منظمة من كوريا الجنوبية منطقة إدارية خاصة، للسياحة جبل كومكانغ منطقة، وجود لهذا الغرض. وتم تعليق الرحلات إلى المنطقة بعد امرأة من كوريا الجنوبية الذين دخلوا منطقة عسكرية تسيطر قتل بالرصاص على يد حرس الحدود في أواخر عام 2008. كوريا الشمالية عندما جولات لم تستأنف بحلول مايو 2010، أعلنت أنها سوف تغتنم كوريا الجنوبية حقيقي الأصول العقارية في المنطقة.

### المجاعة
في تسعينات القرن العشرين واجهت كوريا الشمالية اضطرابات اقتصادية كبيرة، بما في ذلك سلسلة من الكوارث الطبيعية، وسوء الإدارة الاقتصادية ونقص خطير للموارد بعد انهيار الكتلة الشرقية. هذه أسفر عن نقص في إنتاج الحبوب الرئيسي لأكثر من مليون طن من ما يحتاج البلد لتلبية الاحتياجات الغذائية المقبولة دوليا الحد الأدنى. وأسفرت المجاعة في كوريا الشمالية المعروفة باسم «مارس شاقة» في وفاة ما بين 300000 و800000 كوريا الشمالية في السنة خلال ثلاث سنوات المجاعة، وتبلغ ذروتها في عام 1997. وعلى الأرجح تسبب في وفاة بسبب المجاعة والأمراض المتصلة مثل الالتهاب الرئوي والسل والإسهال بدلا من الموت جوعا.
في عام 2006، ذكرت منظمة العفو الدولية أن دراسة استقصائية وطنية للتغذية التي أجرتها الحكومة الكورية الشمالية، وبرنامج الأغذية العالمي، واليونيسيف، وجدت أن 7% من الأطفال يعانون من سوء تغذية حاد، 37% يعانون سوء التغذية المزمن، 23.4% يعانون من نقص الوزن، واحد من كل ثلاثة وكانت الأمهات يعانون من سوء التغذية وفقر الدم نتيجة لتأثير المتبقية من المجاعة. واستشهد التضخم الناتج عن بعض الإصلاحات الاقتصادية 2002، بما في ذلك سونكون أو «الجيش أولا» السياسة، لخلق الزيادة في أسعار المواد الغذائية الأساسية.
وقد اتسم تاريخ المساعدات اليابانية لكوريا الشمالية مع التحديات؛. من المجتمع المؤيد لبيونج يانج كبير من الكوريين في اليابان إلى الغضب الشعبي على إطلاق الصواريخ الكورية الشمالية 1998 وكشف عنها بشأن اختطاف مواطنين يابانيين. في يونيو 1995 تم التوصل إلى اتفاق على أن البلدين سوف تعمل معا. كوريا الجنوبية من شأنه أن يوفر 150000 طن متري من الحبوب في أكياس لا تحمل علامات مميزة، واليابان من شأنه أن يوفر دون مقابل 150000 طن متري، وآخر MT 150000 بشروط ميسرة. في أكتوبر 1995 ويناير عام 1996، اقتربت كوريا الشمالية مرة أخرى اليابان للحصول على المساعدة. ألغت المعارضة من كل من كوريا الجنوبية ومصادر سياسية داخلية في هاتين المناسبتين، وكلاهما جاء في لحظات حاسمة في تطور المجاعة، والصفقات.
ابتداء من عام 1997، بدأت الولايات المتحدة شحن المساعدات الغذائية لكوريا الشمالية من خلال برنامج الأمم المتحدة للأغذية العالمي لمكافحة المجاعة. بلغت ذروتها في عام 1999 شحنات في ما يقرب من 700000 طن مما يجعل الولايات المتحدة أكبر مانح للمساعدات الخارجية لهذا البلد في ذلك الوقت. في ظل إدارة بوش، انخفضت بدرجة كبيرة المعونة عاما بعد عام من 350000 طن عام 2001 إلى 40000 في عام 2004. أحاطت إدارة الرئيس جورج بوش انتقادات لاستخدام «الغذاء كسلاح» خلال المحادثات حول برنامج كوريا الشمالية للأسلحة النووية، لكنه أصر على وكانت الوكالة الأميركية للمعايير الدولية (USAID) وضع الشيء نفسه بالنسبة لجميع البلدان والوضع في كوريا الشمالية قد «تحسنت بشكل ملحوظ منذ انهياره في منتصف 1990s.» وزيادة الإنتاج الزراعي من حوالي 2.7 مليون طن متري في عام 1997 إلى 4.2 مليون طن متري في عام 2004.

## وسائل الإعلام والاتصالات
راجع أيضا:  الرقابة في كوريا الشمالية

### وسائل الإعلام
تخضع وسائل الاعلام الكورية الشمالية لسيطرة حكومية تصنف الأشد في العالم، ينص الدستور على حرية التعبير والصحافة، لكن عمليا تحظر الحكومة ممارسة هذه الحقوق. سنة 2010 احتلت البلاد المرتبة 177 من أصل 178 في تقرير لمنظمة مراسلون بلا حدود حول حرية الصحافة، متفوقة فقط على اريتريا. الأخبار التي تغطي المشاكل الاقتصادية والسياسية في البلد لا يسمح بنشرها، بالإضافة للانتقادات الخارجية للحكومة. تروج وسائل الإعلام لشخصية كيم جونغ أون  كإله حاكم، وتنشر تقارير بانتظام عن أنشطته اليومية. مزود الأخبار الوحيد لوسائل الاعلام في كوريا هي وكالة الانباء المركزية الكورية.
توجد 12 صحيفة رئيسية وتنشر جميعها من بيونغ يانغ. ولا وجود للصحافة الخاصة.
في يناير كانون الثاني عام 2012، افتتحت وكالة اسوشيتد برس مكتبا في بيونغ يانغ لتغطية الأخبار في كوريا الشمالية.

### الهواتف والإنترنت
بكوريا الشمالية 1180000 خط للهاتف الثابت عام 2008. ومع ذلك، يتم تثبيت معظم الهواتف فقط لكبار المسؤولين الحكوميين. لمن يريد هاتف عليه ملء استمارة تشير إلى رتبته، ولماذا يريد الهاتف، وكيف سيدفع ثمن هذا الهاتف. وارتفع عدد الهواتف النقالة في بيونغ يانغ من 3000 عام 2002 إلى ما يقرب 20000 في عام 2004. وفي يونيو 2004 تم منع الهواتف النقالة مرة أخرى. واستمر الحظر حتى عام 2008، عندما تم بناء شبكة جديدة، من الجيل الثالث 3G، كوريولينك، من خلال مشروع مشترك مع شركة أوراسكوم تليكوم القابضة المصرية. في مايو 2010 كان يملك أكثر من 120,000 من الكوريين الشماليين الهواتف النقالة. وبحلول سبتمبر عام 2010، بلغ عدد المشتركين 301000. وبحلول شهر آب 2011، بلغ عدد مشتركي الهاتف المحمول 660000 من المستخدمين. وبحلول ديسمبر 2011، أفادت التقارير أن عدد المشتركين قد بلغ 900000.
فتح أول مقهى إنترنت في كوريا الشمالية في عام 2002 كمشروع مشترك مع شركة الإنترنت في كوريا الجنوبية، Hoonnet.

## النقل والمواصلات

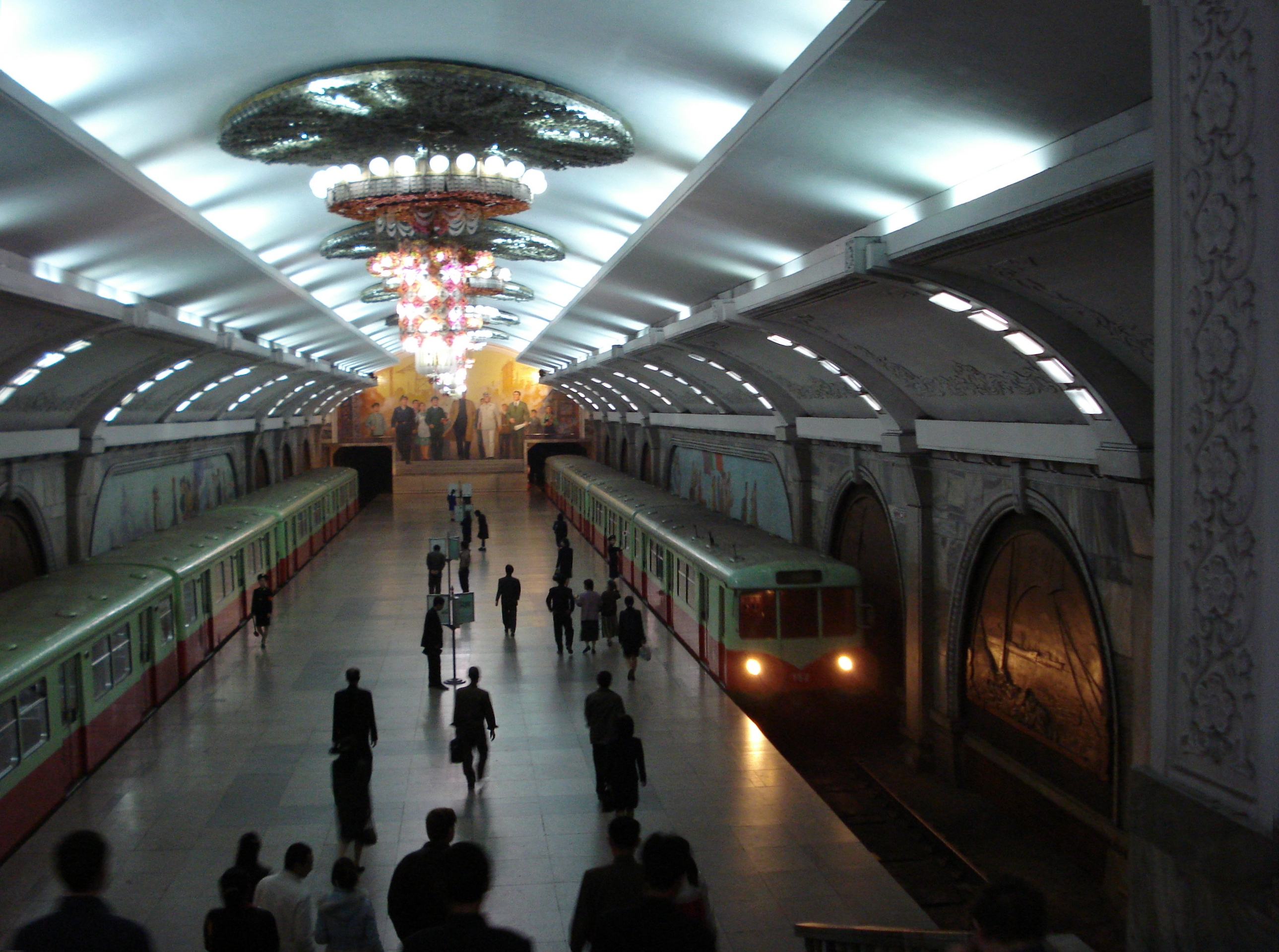
محطة للمترو بيونغ يانغ.

اثنان من الطرق القليلة لدخول كوريا الشمالية أكثر من جسر الصداقة بين الصين وكوريا أو عبر بانمونجوم، الرئيس السابق لعبور نهر Amnok والثاني على عبور المنطقة المنزوعة السلاح.
في 13 أكتوبر 2011 المحرز في قطار التسوية من الحدود الروسية من خشان شوط الافتتاحية إلى راجين في كوريا الشمالية. وكان ال 54 كيلومتر وصلة أصلحت حديثا في الخط الرئيسي عبر الكورية الخطوة الأولى في محاولة لإعادة بناء السكك الحديدية عبر الكوريتين وإدماجه في السكك الحديدية عبر سيبيريا.
السيارات الخاصة في كوريا الشمالية تشكل مشهد نادر، ولكن اعتبارا من عام 2008 [بحاجة لمصدر] حوالي 70% من الأسر تستخدم الدراجات الهوائية، والتي تلعب دورا متزايد الأهمية في التجارة على نطاق صغير خاص. مصنوعة. عدد قليل جدا من السيارات والشاحنات الخفيفة في مشروع مشترك بين بيونجهوا موتورز من كوريا الجنوبية وكوريا الشمالية Ryonbong العامة كورب في منشأة في نامبو بكوريا الشمالية. وثمة منتج المحلي من السيارات هي سيارات Sungri النبات، التي تقوم بتصنيع السيارات المدنية والشاحنات الثقيلة.
هناك مزيج من الترولي بني محليا والمستوردة والترام في المراكز الحضرية في كوريا الشمالية. وقد تم الحصول على الأساطيل في وقت سابق في أوروبا والصين، ولكن الحظر التجاري وأجبرت كوريا الشمالية لبناء سياراتهم الخاصة.

### النقل بالسكك الحديدية

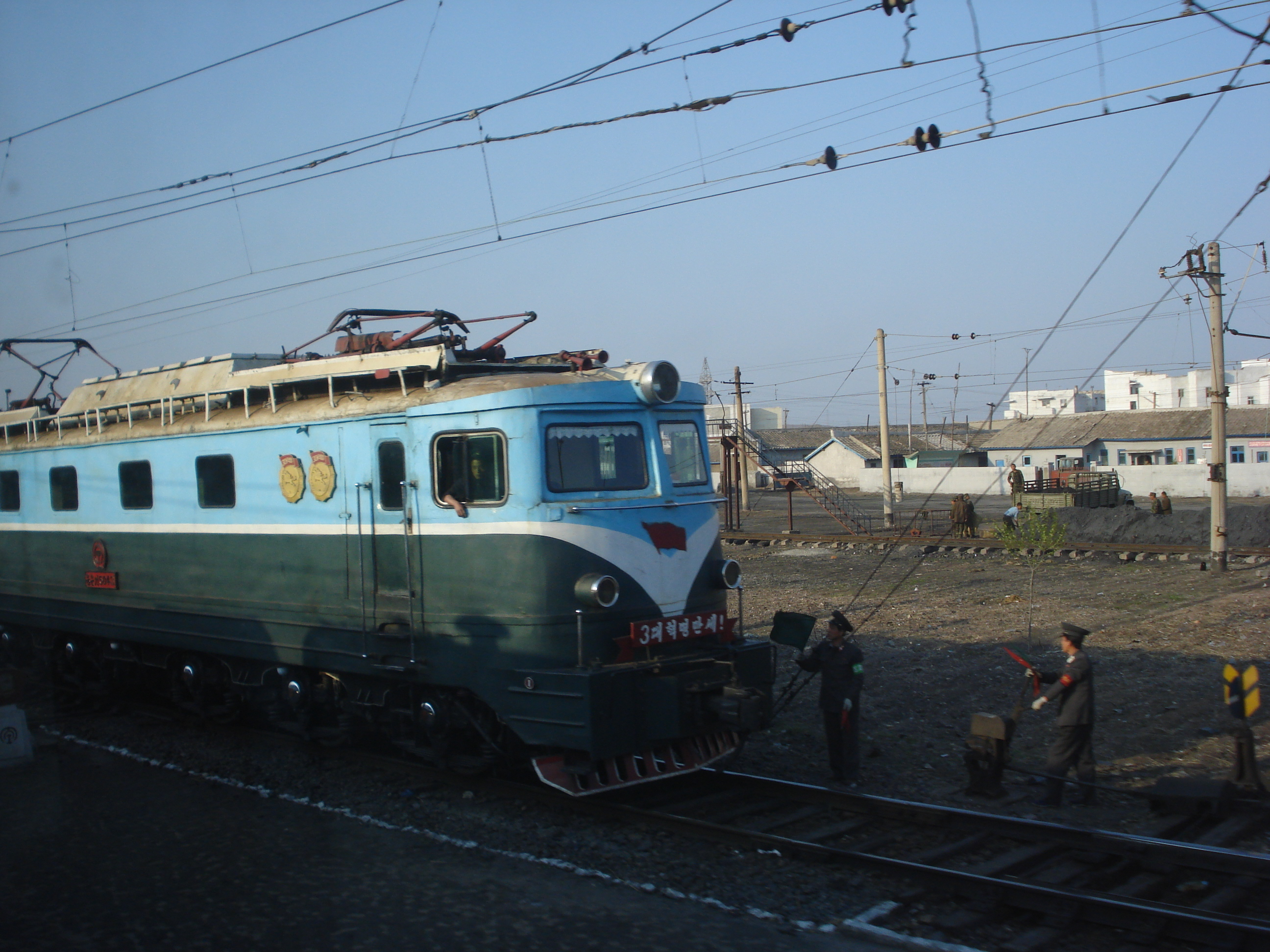
قطار في كوريا الشمالية

تشوسون كول Minzuzui Inmingonghoagug هي المشغل الوحيد السكك الحديدية في كوريا الشمالية. أن لديها شبكة من 5200 كيلومتر (3200 ميل) من المسار مع 4500 كم (2800 ميل) في قياس مستوى. وهناك صغير للسكك الحديدية في عملية قياس ضيق في شبه جزيرة هايجو. وأسطول السكك الحديدية يتكون من مزيج من القاطرات الكهربائية والبخار. يذكر ان أغلب السيارات في كوريا الشمالية باستخدام تصاميم السوفياتية والصينية. هناك بعض القاطرات من اليابان الإمبراطورية، والولايات المتحدة، وأوروبا المتبقية في الاستخدام. كما تم المستعملة القاطرات الصينية (DF4Bs في وقت مبكر، الهيدروليكا BJ، الخ.) رصدت في الخدمة الفعلية.
الناس يسافرون من العاصمة بيونغ يانغ إلى مناطق أخرى في كوريا الشمالية السفر عادة عن طريق السكك الحديدية. ولكن من أجل السفر خارج بيونغ يانغ، والناس في حاجة إلى شهادة السفر الرسمية، والهوية، وتذكرة تم شراؤها في وقت مبكر. بسبب عدم وجود صيانة على البنية التحتية والمركبات، والوقت الذي يستغرقه السفر عن طريق السكك الحديدية آخذ في الازدياد. وأفادت التقارير أن 120 ميل (193 كم) رحلة من بيونغ يانغ إلى كايسونغ يمكن أن يستغرق فترة تصل إلى 6 ساعات.

### النقل البحري

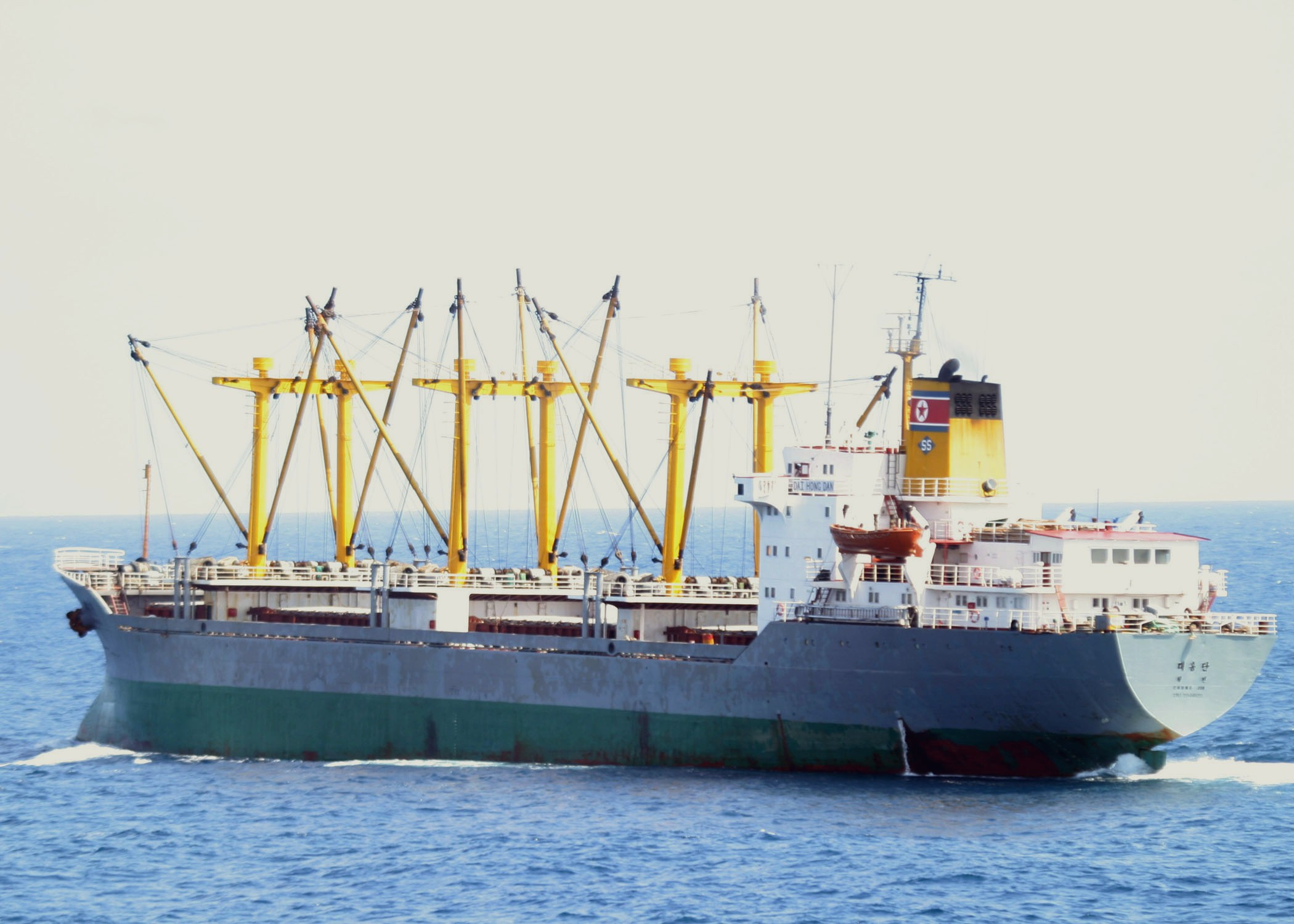
سفينة الشحن الكورية الشمالية قبالة سواحل الصومال

نقل المياه في الأنهار الرئيسية وعلى طول السواحل يلعب دورا متناميا في مجال الشحن ونقل الركاب. باستثناء يالو والأنهار تايدونغ، ومعظم الممرات المائية الداخلية، أي ما مجموعه 2253 كلم (1400 ميل)، هي فقط للملاحة بواسطة القوارب الصغيرة. حركة المرور الساحلية أثقل على الساحل الشرقي، وتعميق مياهه يمكن أن تستوعب السفن الكبيرة. الموانئ الرئيسية هي Nampho على الساحل الغربي، وراجين، Chongjin، نسان، وHamhung على الساحل الشرقي. وقدرت قدرة البلاد على ميناء التحميل في 1990s في ما يقرب من 35 مليون طن في السنة.
في أوائل 1990s، تمتلك كوريا الشمالية الأسطول التجاري العابرة للمحيطات، إلى حد كبير المنتجة محليا، من 68 سفن (من طن الإجمالي المسجلة في ما لا يقل عن 1,000)، أي ما مجموعه 465801 الإجمالي المسجلة طن (709442 طن متري الساكنة (DWT))، الذي وتشمل سفن الشحن 58 وناقلات اثنين. هناك مواصلة الاستثمار في تطوير وتوسيع مرافق الميناء، وتطوير وسائل النقل، ولا سيما على نهر تايدونغ، وزيادة حصة الشحنات الدولية من جانب السفن المحلية.

### النقل الجوي
وتقتصر الاتصالات في كوريا الشمالية الجوي الدولي. وهناك رحلات منتظمة من مطار سونان - على بعد 24 كيلومترا (15 ميل) شمال بيونغ يانغ - إلى موسكو، خاباروفسك، فلاديفوستوك، بانكوك، بكين وداليان وكوالالمبور وشنغهاي، وشنيانغ، جنبا إلى جنب مع الخدمات الموسمية إلى سنغافورة، ورحلات الطيران العارض من سنن إلى العديد من الوجهات الآسيوية والأوروبية بما فيها طوكيو وناغويا. ويتم تشغيل المواثيق العادية إلى الخدمات القائمة على النحو المقرر في الطلب. تم التوقيع على اتفاق لبدء الخدمة بين بيونغ يانغ وطوكيو في عام 1990. الرحلات الداخلية المتاحة بين بيونج يانج، Hamhung، هايجو، كايسونغ، Kanggye، Kilju، نامبو، سينويجو، Samjiyon، نسان، وChongjin.
ويتم تشغيل جميع الطائرات المدنية من قبل كوريو الجوي: 38 طائرة في عام 2010، والتي تم شراؤها من الاتحاد السوفياتي وروسيا. من عام 1976 إلى عام 1978، تم إضافة 4 طائرات من طراز توبوليف 154 في 7 من يحركها دافع AN-24S و2 إليوشن إي أل-18 واضاف انه بعد ذلك بوقت طويل 4 ايليوشين ايل نطاق 62M، وثلاثة ايليوشين ايل 76MD طائرة شحن كبيرة. في عام 2008 بعيد المدى توبوليف 204-300 انها اشترت مع نسخة أكبر من طراز توبوليف تو-204-100بي في عام 2010.

## التركيبة السكانية

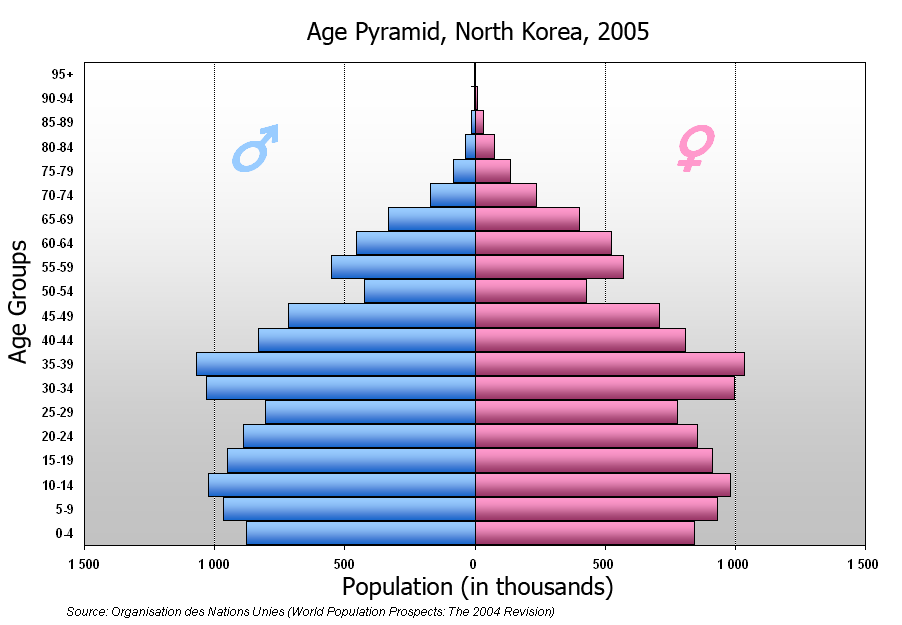
هرم السكان من كوريا الشمالية

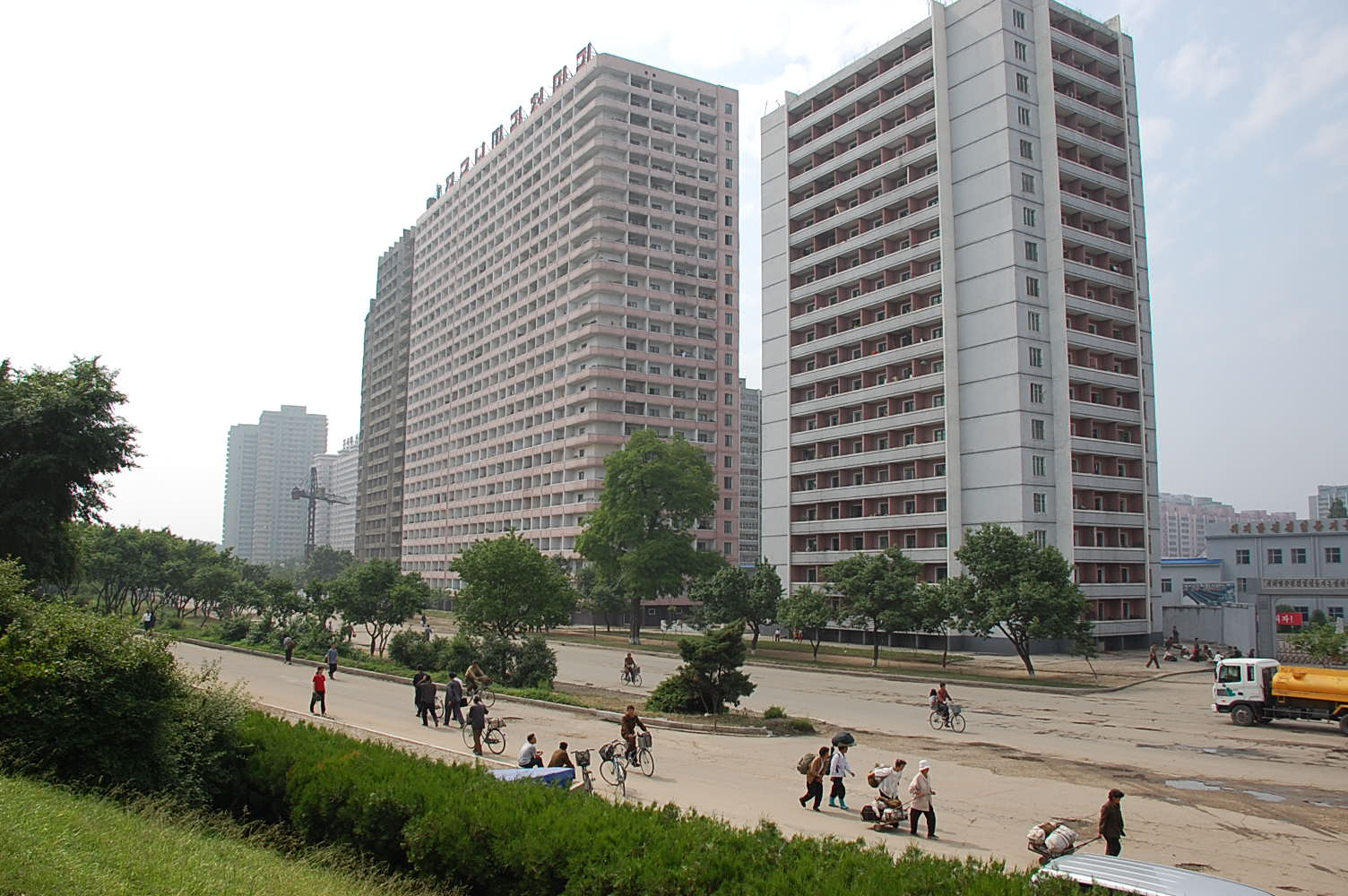
الشقق الجاهزة منزل جزء كبير من السكان. السكن في كوريا الشمالية مجاني، ولكن ضيق كما هو الحال مع العديد من الدول الآسيوية الأخرى.

سكان كوريا الشمالية البالغ عددهم حوالي 24 مليون هم أحد أكثر الشعوب تجانسا من حيث العرقية واللغة على مستوى العالم، مع عدد قليل جدًا من الأقليات الوافدة الصينية واليابانية والفيتنامية وكوريا الجنوبية، وأوروبا.
وفقًا لكتاب حقائق العالم لوكالة المخابرات المركزية، متوسط العمر في كوريا الشمالية سنة 2009 كان63,8 عامًا، وهو رقم يساوي تقريبا كل من باكستان وبورما، وأقل قليلًا من روسيا. وبلغ معدل وفيات الرضع على مستوى عال من 51.3، والذي هو 2.5 مرة أعلى من مثيله في الصين، و5 مرات من روسيا، و12 مرة من كوريا الجنوبية.
وفقا لليونيسف «وضع الأطفال في العالم 2003» كوريا الشمالية يظهر في المرتبة في المكان 73 (مع المقام الأول وجود أعلى معدل وفيات)، وبين غواتيمالا (72)، وتوفالو (74). شمال معدل الخصوبة في كوريا مجموع منخفض نسبيًا، وبلغ 2.0 في عام 2009، مماثلة لتلك التي في الولايات المتحدة وفرنسا.

### اللغة
كوريا الشمالية وتشاطر اللغة الكورية مع كوريا الجنوبية. هناك اختلافات في لهجة كلا الكوريتين، ولكن الحدود بين الشمال والجنوب لا يمثل الحدود الرئيسية لغوية. في حين السائدة في الجنوب، واقتصر على اعتماد المصطلحات الحديثة من اللغات الأجنبية في كوريا الشمالية. هانجا (الحروف الصينية) لم تعد تستخدم في كوريا الشمالية (من أي وقت مضى منذ 1949)، وإن كانت لا تزال تستخدم أحيانا في كوريا الجنوبية. في كوريا الجنوبية، وتعتبر المعرفة من الكتابة الصينية كإجراء والإنجاز الفكري ومستوى التعليم. على حد سواء حصة الكوريتين يسمى نظام الكتابة الصوتية Chosongul في الشمال والجنوب هانغول من المنطقة المجردة من السلاح. والكتابة بالحروف اللاتينية الرسمية يختلف في البلدين، مع كوريا الشمالية باستخدام معدلة بشكل طفيف ماكيون-Reischauer نظام، والجنوب باستخدام الكتابة بالحروف اللاتينية المنقحة من الكورية. وقد أدى هذا التحرك نحو حظر الشخصيات القائمة على حد سواء الرومانية والصينية في كوريا الشمالية إلى إنشاء عدد من الكلمات والعبارات ليست مشتركة في النصف الجنوبي من شبه الجزيرة الكورية أو في المجتمعات المحلية في الخارج.

### الدين

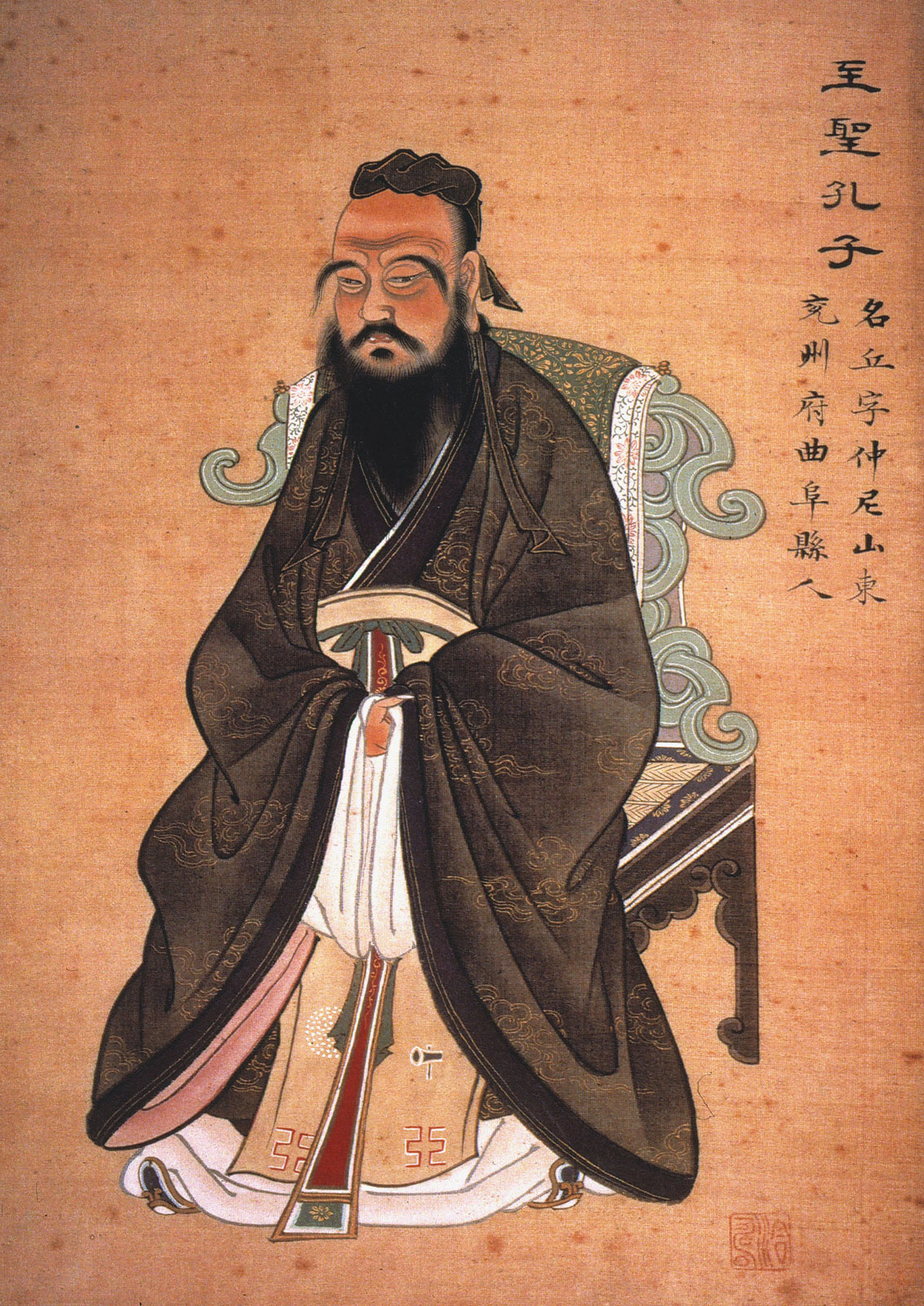
كونفوشيوس.

تشترك الكوريتين في وجود تراث البوذية والكونفوشيوسية، وفي التاريخ الحديث وجدت حركات للمسيحية والCheondoism («دين الطريق السماوي»).
ينص الدستور الكوري الشمالي على إلحاد الدولة وفقا لسياستها الماركسية اللينينية، وعدم السماح بحرية الدين. ووفقًا للمعايير الغربية للدين، يمكن وصف غالبية السكان في كوريا الشمالية بأنهم ملحدون. ومع ذلك، فإن التأثير الثقافي من الديانات التقليدية مثل البوذية والكونفوشيوسية لا يزال موجودًا في الحياة الروحية الكورية الشمالية.
ومع ذلك، البوذيون في كوريا الشمالية يعيشون في ظروف أفضل من غيرهم من الجماعات الدينية، لا سيما المسيحيين، الذين يقال أنهم يواجهون الاضطهاد من قبل السلطات. ويحصل البوذيون على تمويلات محدودة من قبل الحكومة لتعزيز الدين، وذلك لأن البوذية لعبت دورًا أساسيا في الثقافة الكورية التقليدية.

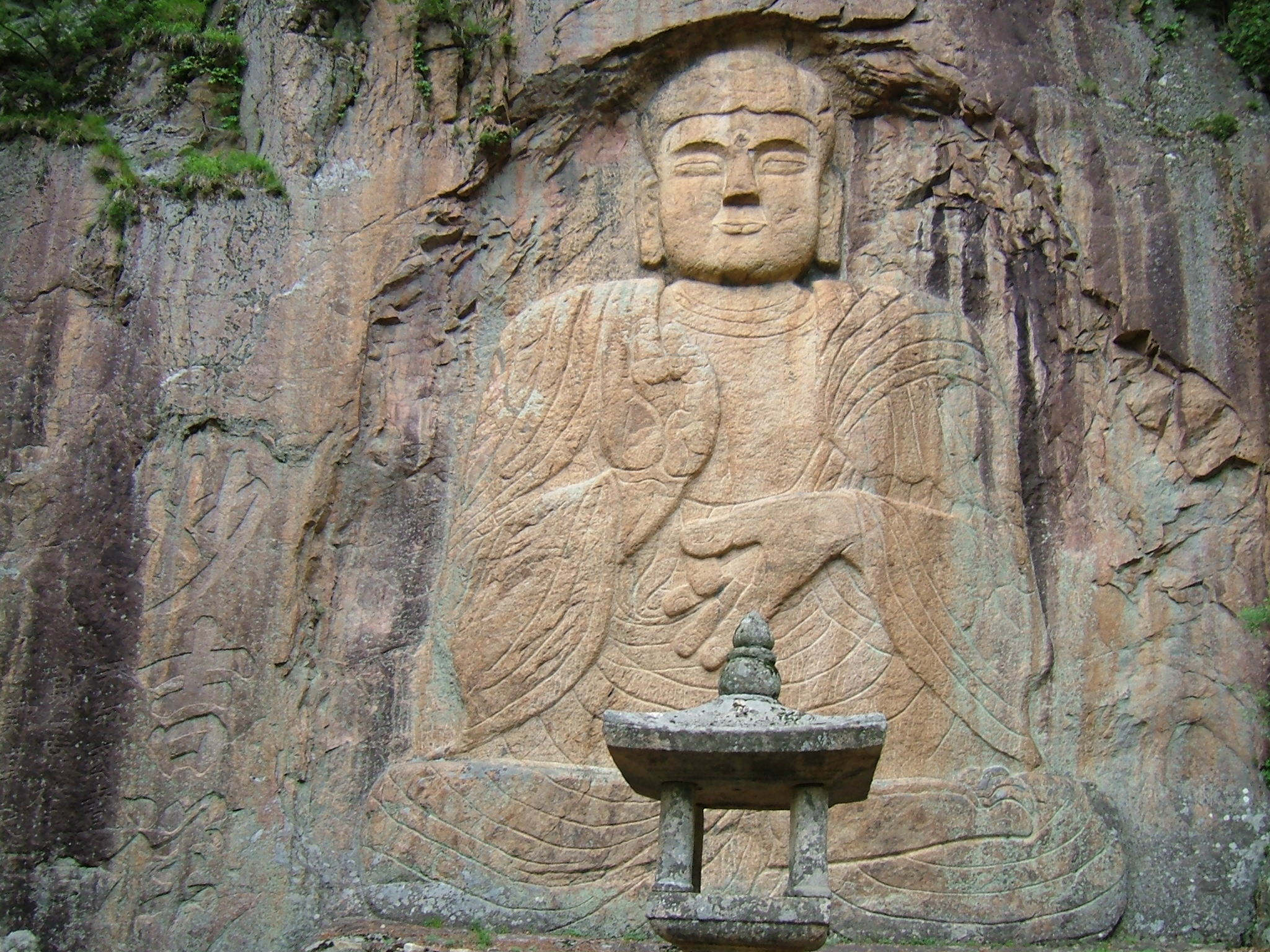
صورة الإغاثة القديمة بوذا جبل كومكانغ،

ووفقًا هيومن رايتس ووتش، فإن الأنشطة الدينية الحرة لم تعد موجودة في كوريا الشمالية، كما أن الحكومة ترعى الجماعات الدينية فقط لخلق وهم الحرية الدينية. ووفقا للاستخبارات الدينية فإن الحالة الدينية في كوريا الشمالية كما يلي:
الإلحاد: 15460000 (64.3% من عدد السكان، والغالبية العظمى منهم من اتباع فلسفة زوتشيه)
الشامانية الكورية: 3846000 أتباع (16% من السكان)
الشوندوية: 3245000 أتباع (13.5% من السكان)
البوذية: 1082000 أتباع (4.5% من السكان)
المسيحية: 406000 انصارا (1.7% من السكان)
وكانت بيونج يانج مركز انتشار النشاط المسيحي في كوريا حتى عام 1945. لكن في أواخر الأربعينات تم قتل 166 من الكهنة والشخصيات الدينية الأخرى أو اختفوا في معسكرات الاعتقال، بما في ذلك هونغ فرنسيس يونغ هو، أسقف من بيونغ يانغ وجميع الرهبان من دير توكون. لم ينج أي كاهن كاثوليكي من الاضطهاد، وقد تم تدمير جميع الكنائس ولم تسمح الحكومة أبدا لأي كاهن أجنبي بالإقامة في كوريا الشمالية.
اليوم، هناك أربع كنائس موجودة تعترف بها الدولة، ويعتبر البعض أنها مجرد واجهات للأجانب. حسب الإحصاءات الحكومية الرسمية: هناك 10000 البروتستانت والروم الكاثوليك في 4000 كوريا الشمالية.
ووفقا لتصنيف نشرته الأبواب المفتوحة، وهي منظمة تدعم المسيحيين المضطهدين، تعتبر كوريا الشمالية في الوقت الراهن من أشد الدول اضطهادًا للمسيحيين في العالم. وتقدر منظمة الأبواب المفتوحة أن هناك 50000 - 70000 مسيحيًا محتجزًا في السجون أو المخيمات في كوريا الشمالية. جماعات حقوق الإنسان مثل منظمة العفو الدولية أيضًا قد أعربت عن قلقها حول الاضطهاد الديني في كوريا الشمالية.

### التعليم

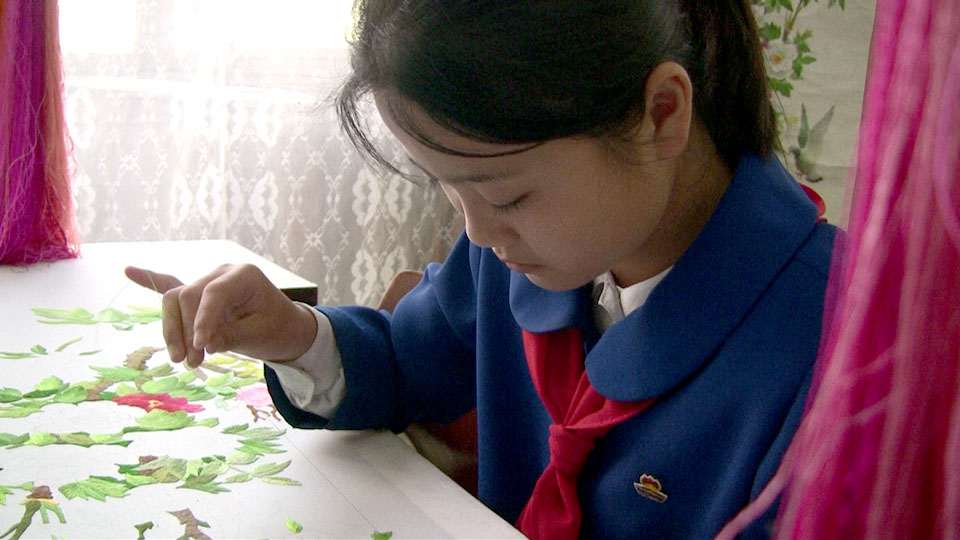
فتاة صغيرة في مدرسة في مونغ يونغ داي غويوك

التعليم في كوريا الشمالية مجاني. وهو أيضًا إجباري حتى المرحلة الثانوية. وتتحكم فيه الحكومة.
حتى أوائل تسعينات القرن العشرين، عملت الدولة على توفير الزي المدرسي مجانًا. يطبق بنشاط الاستدلال من أجل تطوير استقلال والإبداع لدى الطلاب. التعليم الإلزامي يستمر 11 سنوات، ويشمل سنة واحدة من مرحلة ما قبل المدرسة، أربع سنوات من التعليم الابتدائي وست سنوات من التعليم الثانوي. المناهج المدرسية ومحتوى كل من الأكاديمية والسياسية.
وتعرف المدارس الابتدائية والمدارس الناس، والأطفال حضور لهم من سن 6 إلى 9. ثم من سن 10 إلى 16، يحضرون إما مدرسة ثانوية عادية أو مدرسة خاصة الثانوية، وتبعًا لتخصصاتهم.

#### التعليم العالي
التعليم العالي ليس إلزاميًا في كوريا الشمالية ويتكون من نظامين: التعليم العالي الأكاديمي والتعليم العالي المستمر.
نظام التعليم العالي الأكاديمي يشمل ثلاثة أنواع من المؤسسات: الجامعات والمدارس المهنية والمدارس الفنية. وترد كلية للدراسات العليا لدرجتي الماجستير والدكتوراه على مستوى الدراسات والجامعات، وتكون للطلاب الذين يرغبون في مواصلة تعليمهم. اثنين من الجامعات البارزة في جمهورية كوريا الديمقراطية الشعبية هي كيم ايل سونغ وجامعة بيونج يانج من جامعة العلوم والتكنولوجيا، على حد سواء في بيونغ يانغ. في السابق، التي تأسست في تشرين الأول عام 1946، هو مؤسسة النخبة التي التحاق 16000 طالب كامل وبدوام جزئي في أوائل 1990s تحتل، على حد تعبير أحد المراقبين، فإن «قمة للنظام الكوري الشمالي والتعليمية والاجتماعية.»
كوريا الشمالية هي واحدة من أكثر البلدان تطورًا في محاربة الأمية في العالم، حيث بلغ معدل معرفة القراءة والكتابة في المتوسط 99٪.

### الرعاية الصحية

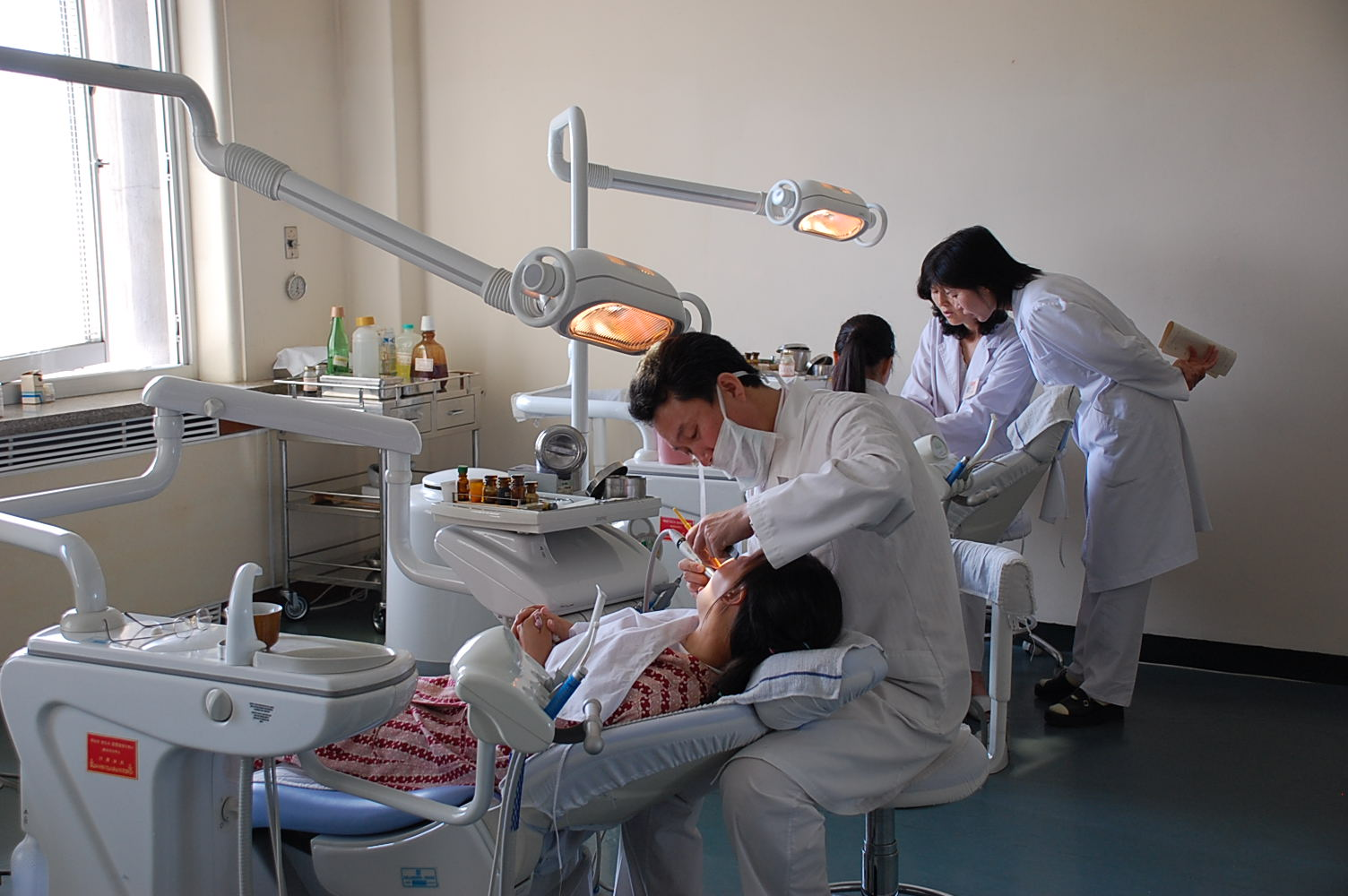
عيادة لطب الأسنان في إحدى المستشفيات الكبرى في كوريا الشمالية

لكوريا الشمالية خدمة طبية وطنية ونظام تأمين الصحي. تنفق كوريا الشمالية 3% من الناتج المحلي الإجمالي على الرعاية الصحية. مع بداية خمسينات القرن العشرين، وضعت جمهورية كوريا الديمقراطية الشعبية أهمية كبيرة على الرعاية الصحية. بين عامي 1955 و1986، زاد عدد المستشفيات من 285 إلى 2401 مستشفى، وزاد عدد العيادات من 1020 إلى 5644. وهناك مستشفيات مرتبطة بالمصانع والمناجم. منذ عام 1979، تم وضع مزيد من التركيز على الطب الكوري التقليدي، المعتمد أساسًا على التداوي بالأعشاب والوخز بالإبر.
تراجع النظام الصحي في كوريا الشمالية تراجعًا حادًا مع بداية تسعينات القرن العشرين. سبب ذلك هو الكوارث الطبيعية والمشاكل الاقتصادية ونقصٌ في المواد الغذائية والطاقة.
العديد من المستشفيات والعيادات الطبية في كوريا الشمالية تفتقر الآن الأدوية الأساسية والمعدات والمياه الجارية والكهرباء.
يصل الماء والصرف الصحي إلى ما يقرب 100% من السكان، ولكن هذه الماء ليست صالحة للشرب تماما. وتعتبر الأمراض المعدية، مثل السل والملاريا والتهاب الكبد الوبائي ب، أن تكون المستوطنة في البلاد. متوسط العمر في كوريا الشمالية هو 63.81 سنة، محتلة بذلك الرتبة 169 في العالم، وفقا لتقديرات 2011.
من بين المشاكل الصحية الأخرى، يعاني العديد من المواطنين من كوريا الشمالية من آثار سوء التغذية من بعد، والناجمة عن المجاعات المرتبطة إلى فشل في المواد الغذائية وتوزيع برنامج «الجيش أولا» سياسة. لعام 1998 الأمم المتحدة العالمي للأغذية (الأمم المتحدة) تقرير برنامج كشف ان 60% من الأطفال يعانون من سوء التغذية، و16% يعانون من سوء التغذية الحاد. ونتيجة لذلك، أولئك الذين عانوا خلال الكارثة من مشاكل صحية مستمرة.

## الثقافة والفنون

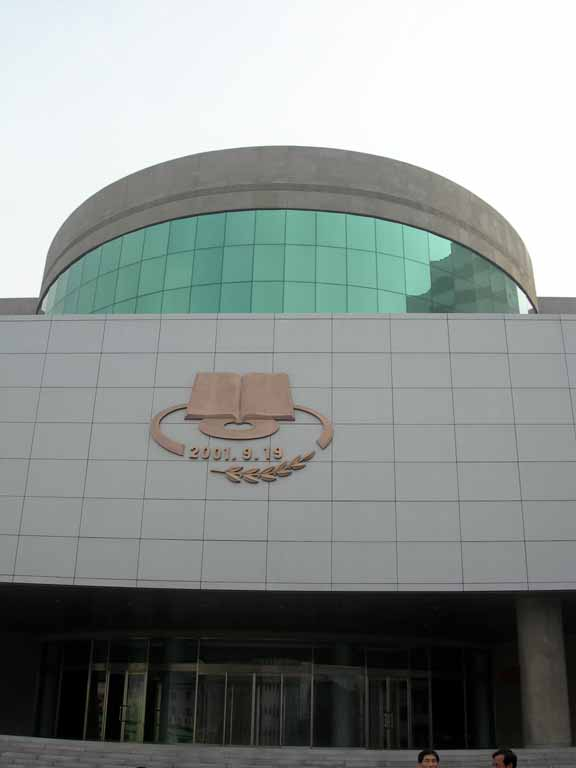
جامعة كيم تشيك المكتبة الإلكترونية في بيونغ يانغ

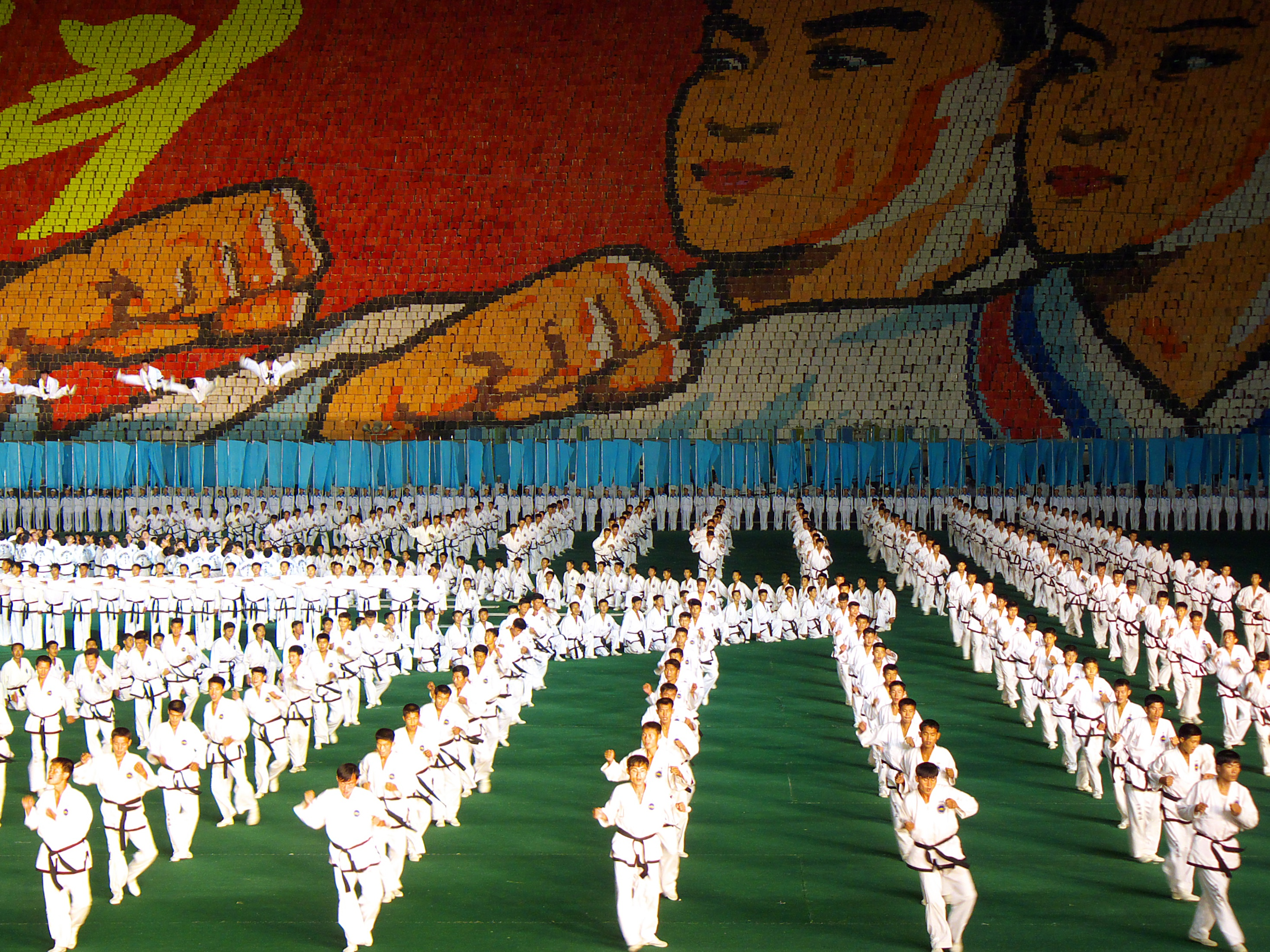
مشهد من الألعاب الجماعية

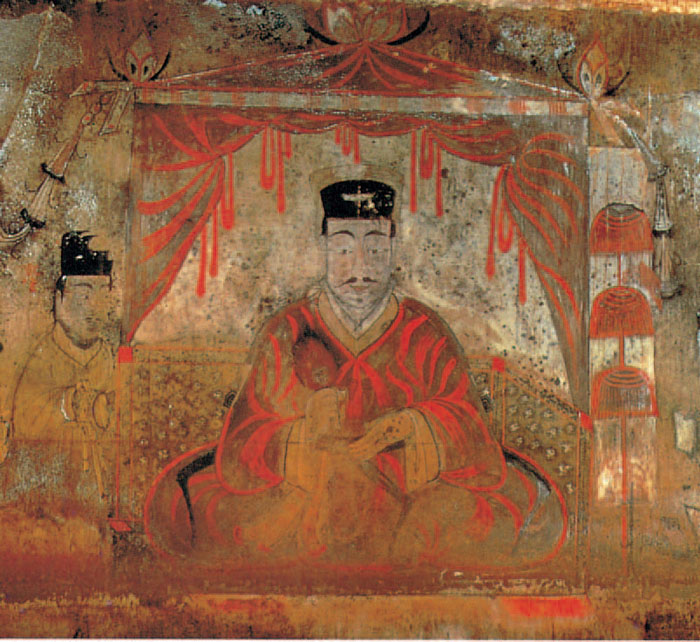
رسم في إحدى الغرف في المقابر جوجوريو.

كوريا الشمالية تشارك ثقافتها التقليدية مع كوريا الجنوبية، إلا أن الكوريتين قد وضعت الأشكال المعاصرة متميزة للثقافة منذ تم تقسيم شبه الجزيرة في عام 1945. تاريخيًا، في حين تأثرت ثقافة كوريا من قبل أن من الصين المجاورة، وأنها قد نجحت مع ذلك في تطوير هوية ثقافية فريدة ومتميزة من جارتها الكبيرة.
الآداب والفنون في كوريا الشمالية هي التي تسيطر عليها الدولة، ومعظمها من خلال وزارة الدعاية والتحريض أو ثقافة والفنون قسم للجنة المركزية لحزب العمال الكوري.
جاء الثقافة الكورية لهجوم خلال حكم الياباني من 1910 إلى 1945. اليابان تنفذ سياسة الاستيعاب الثقافي. خلال الحكم الياباني، وشجعت الكوريين لتعلم اللغة اليابانية والتحدث، واعتماد اسم عائلة يابانية نظام ودين الشنتو، ومنعوا من الكتابة أو لا يتكلم اللغة الكورية في المدارس، والأعمال التجارية، أو الأماكن العامة. بالإضافة إلى ذلك، تغيير اليابانية أو الكورية تدمير المعالم الأثرية المختلفة بما في ذلك قصر Gyeongbok والوثائق التي صورت اليابانية في ضوء سلبي ونقحت.
في تموز 2004، أصبح من مجمع مقابر جوجوريو الموقع الأول في البلاد ليتم تضمينها في قائمة اليونسكو لمواقع التراث العالمي.
في شباط 2008، وأصبحت نيويورك أوركسترا أول أوركسترا الولايات المتحدة إلى أداء في كوريا الشمالية، ولو إلى اختارته «جمهور المدعوين.» وكان بث الحفل على التلفزيون الوطني. لموسيقى الروك المسيحية لعبت التيجان صب في الربيع السنوي الصداقة مهرجان الفنون في أبريل 2007، التي عقدت في بيونغ يانغ.
تظاهرة شعبية في كوريا الشمالية هي الألعاب الجماعية. تم استدعاء معظم الألعاب الجماعية الأخيرة، وأكبر «آريرانغ». وقد أجريت عليه ست ليال في الأسبوع لمدة شهرين، وشارك فيها أكثر من 100,000 الأداء. الحضور لهذا الحدث في السنوات الأخيرة التقرير أنه تم خففت من المشاعر المعادية للغرب باستمرار مقارنة مع العروض السابقة. الألعاب الجماعية تشمل عروضا من الرقص والجمباز والرقص والروتين الذي يحتفل في تاريخ كوريا الشمالية والثورة في حزب العمال. تقام دورة الألعاب الجماعية في بيونغ يانغ في أماكن مختلفة (متفاوتة وفقًا لجدول دورة الألعاب في سنة معينة) بما في ذلك ملعب 1 مايو برونغرادو، الذي يعد أكبر ملعب في العالم مع قدرة من 150,000 شخص.
كوريا الشمالية تستخدم لإنتاج الفنانين الفن للتصدير في برنامج ستوديو الفن مانسوداي في بيونغ يانغ. ويعمل أكثر من 1.500 الفنانين. وتشمل المنتجات الألوان المائية والرسومات والحبر، والملصقات، والفسيفساء والتطريز. الواقعية الاشتراكية هو أسلوب وافق مع تصويره كوريا الشمالية ومزدهرة وتقدمية ومواطنيها بأنها سعيدة ومتحمسة. التصاميم التقليدية الكورية والمواضيع موجودة في معظم الأحيان في التطريز. نوعية فنية وتقنية من الأعمال المنتجة العالية جدا ولكن غير لهواة جمع القلة الثرية من كوريا الجنوبية هناك سوقًا محدودة بسبب الذوق العام، وإحجام الدول وجامعي لتقديم الدعم المالي للنظام.

### الرياضة

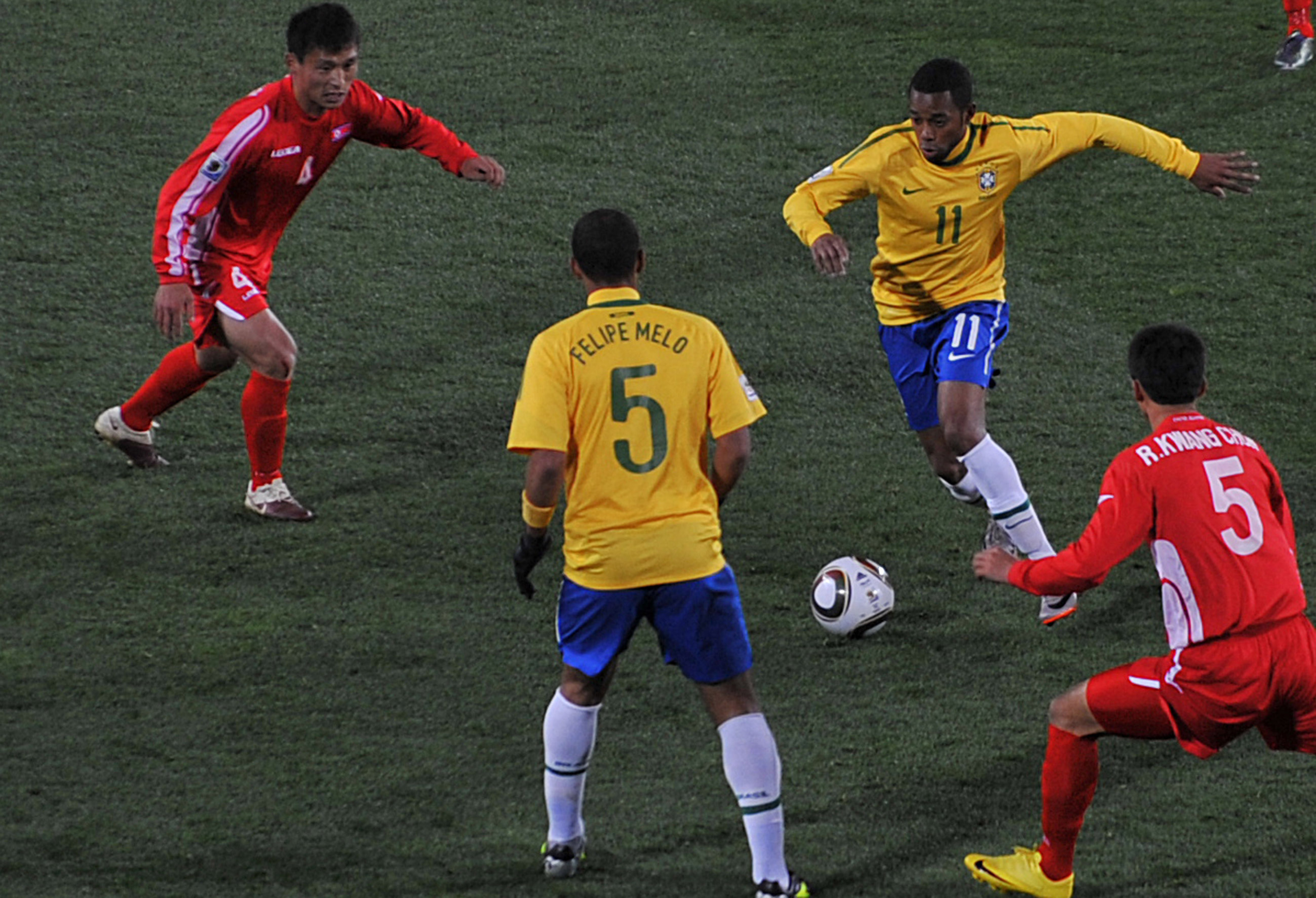
كوريا الشمالية (باللون الأحمر) تلعب ضد البرازيل كأس العالم لكرة القدم 2010 في جنوب أفريقيا.

## وصلات خارجية
- كوريا الشمالية على مشروع الدليل المفتوح
- North Korea  على كتاب حقائق العالم
- أطلس ويكيميديا حول North Korea
- معلومات جغرافية متعلقة بكوريا الشمالية على خريطة الشارع المفتوح
- عن جمعية الصداقة الجزائرية الكورية الشمالية، الدستور الاشتراكي لجمهورية كوريا الديمقراطية الشعبية.

1. ↑  يستخدم الكوريون الشماليون اسم Chosŏn (조선 朝鮮) عند الإشارة إلى كوريا الشمالية أو كوريا ككل. نادرا ما تستخدم الترجمة الحرفية لكوريا الشمالية، Pukchosŏn (북조선، 北朝鮮)، على الرغم من أنه يمكن العثور عليها في المصادر التي سبقت الحرب الكورية. يستخدم الكوريون الجنوبيون بوخان (북한، 北韓) عند الإشارة إلى كوريا الشمالية، مشتقة من الاسم الكوري الجنوبي لكوريا، هانجوك (한국، 韓國).